# Sovrani d'Ungheria
Questo è l'elenco dei sovrani ungheresi che hanno regnato in Ungheria dal medioevo al XX secolo.

## Sovrani semi-leggendari (850 - 895)
| Nome   | Ritratto | Data di nascita | Regno     | Regno     | Matrimoni             | Note e titoli                                  |
| Nome   | Ritratto | Data di nascita | Inizio    | Fine      | Matrimoni             | Note e titoli                                  |
| ------ | -------- | --------------- | --------- | --------- | --------------------- | ---------------------------------------------- |
| Levedi |          | ?               | ?         | circa 850 | Principessa cazara    | Primo voivoda degli ungheresi.                 |
| Álmos  |          | circa 820       | circa 850 | 895       | Sconosciuta un figlio | Kende o Gyula degli ungheresi, padre di Árpád. |

## Gran Principi d'Ungheria (896 - 1001)
| Nome                | Ritratto | Data di nascita | Regno           | Regno                            | Matrimoni                                 | Note e titoli                                                                     |
| Nome                | Ritratto | Data di nascita | Inizio          | Fine                             | Matrimoni                                 | Note e titoli                                                                     |
| ------------------- | -------- | --------------- | --------------- | -------------------------------- | ----------------------------------------- | --------------------------------------------------------------------------------- |
| Arpadi (896 - 1001) |          |                 |                 |                                  |                                           |                                                                                   |
| Árpád               |          | 850             | 896             | 907                              | Sconosciuta cinque figli                  | Figlio di Álmos e capo delle sette tribù magiare, fondò il primo stato ungherese. |
| Zoltán              |          | 869             | 907             | 948                              | Figlia di Menumorut                       | Figlio di Árpád.                                                                  |
| Fajsz               |          | ?               | 948             | 955                              | Sconosciuta                               | Nipote di Zoltán.                                                                 |
| Taksony             |          | 931             | 955             | 972                              | Sconosciuta due figli                     | Figlio di Zoltán.                                                                 |
| Géza                |          | 940             | 972             | 1º febbraio 997                  | Sarolta d'Ungheria un figlio e sei figlie | Figlio di Taksony.                                                                |
| Stefano             |          | 969             | 1º febbraio 997 | 25 dicembre 1000 1º gennaio 1001 | Gisella di Baviera due figli e una figlia | Figlio di Géza, ultimo Gran Principe d'Ungheria.                                  |

## Re d'Ungheria (1001 - 1526)
La storia del regno d'Ungheria inizia tradizionalmente con l'incoronazione di Stefano I avvenuta il 1º gennaio 1001 (o il 25 dicembre 1000, secondo altre fonti).
| Nome                         | Ritratto | Data di nascita   | Regno                            | Regno             | Matrimoni | Note e titoli |
| Nome                         | Ritratto | Data di nascita   | Inizio                           | Fine              | Matrimoni | Note e titoli |
| ---------------------------- | -------- | ----------------- | -------------------------------- | ----------------- | --- | --- |
| Arpadi (1001 - 1038)         |          |                   |                                  |                   | | |
| Stefano I il Santo           |          | 969               | 25 dicembre 1000 1º gennaio 1001 | 15 agosto 1038    | Gisella di Baviera due figli e una figlia                                                                                     | Primo re d'Ungheria, morì senza eredi. |
| Orseoli (1038 - 1041)        |          |                   |                                  |                   | | |
| Pietro                       |          | 1011              | 15 agosto 1038                   | settembre 1041    | (1) Sconosciuta (2) Giuditta di Schweinfurt                                                                                   | Figlio del doge Ottone Orseolo e della sorella di Stefano I, salì al trono ma fu deposto dalla nobiltà ungherese.                                                         |
| Aba (1041 - 1044)            |          |                   |                                  |                   | | |
| Samuele                      |          | 990               | settembre 1041                   | 5 luglio 1044     | Gisella d'Ungheria | Cognato di Stefano I |
| Orseoli (1044 - 1046)        |          |                   |                                  |                   | | |
| Pietro                       |          | 1011              | 5 luglio 1044                    | settembre 1046    | (1) Sconosciuta (2) Giuditta di Schweinfurt                                                                                   | Ripristinato al trono dall'imperatore Enrico III, deposto a seguito di una rivolta pagana.                                                                                |
| Arpadi (1046 - 1301)         |          |                   |                                  |                   | | |
| Andrea I il Cattolico        |          | 1015              | settembre 1046                   | 6 dicembre 1061   | Anastasia di Kiev un figlio                                                                                                   | Nipote di Stefano I, fu allontanato dal paese dal fratello Béla. |
| Béla I                       |          | 1015              | 6 dicembre 1060                  | 11 settembre 1063 | Richeza di Polonia tre figli e cinque figlie                                                                                  | Fratello di Andrea I. |
| Salomone                     |          | 1053              | 11 settembre 1063                | 14 marzo 1074     | Giuditta Maria di Baviera una figlia                                                                                          | Figlio di Andrea I, regnò in conflitto con i cugini Géza e Ladislao. |
| Géza I                       |          | 1040              | 14 marzo 1074                    | 25 aprile 1077    | (1) Sofia (2) Sinadene di Bisanzio due figli                                                                                  | Figlio di Béla I. |
| Ladislao I il Santo          |          | 27 giugno 1045-47 | 25 aprile 1077                   | 29 luglio 1095    | Adelaide di Rheinfelden | Figlio di Béla I, alla morte del fratello Géza I fu eletto re dai nobili ungheresi al posto del cugino Salomone.                                                          |
| Colomanno                    |          | 1070              | 29 luglio 1095                   | 3 febbraio 1116   | (1) Felicia d'Altavilla due figli e due figlie (2) Eufemia di Kiev un figlio                                                  | Figlio di Géza I. Re di Croazia, Dalmazia e Slavonia |
| Stefano II                   |          | 1101              | 3 febbraio 1116                  | 1º marzo 1131     | Figlia di Roberto I di Capua nessun figlio                                                                                    | Figlio di Colomanno, morì senza eredi. Re di Croazia, Dalmazia e Slavonia                                                                                                 |
| Béla II il Cieco             |          | 1110              | 1º marzo 1131                    | 13 febbraio 1141  | Elena di Rascia quattro figli e due figlie                                                                                    | Nipote di Colomanno e cugino di Stefano II. Re di Croazia, Dalmazia e Slavonia                                                                                            |
| Géza II                      |          | 1130              | 13 febbraio 1141                 | 31 maggio 1162    | Eufrosina di Kiev tre figli e quattro figlie                                                                                  | Figlio di Béla II. Re di Croazia, Dalmazia e Slavonia |
| Stefano III                  |          | estate 1147       | 31 maggio 1162                   | 1163              | Agnese d'Austria un figlio | Figlio di Géza II, regnò in contrasto con gli zii Ladislao e Stefano. Re di Croazia, Dalmazia e Slavonia                                                                  |
| Ladislao II (Anti re)        |          | 1131              | giugno 1162                      | 14 gennaio 1163   | Sconosciuta | Figlio di Béla II e zio di Stefano III. Sottrasse il trono al nipote con l'appoggio dell'imperatore bizantino Manuele I Comneno.                                          |
| Stefano IV (Anti re)         |          | 1133              | 27 gennaio 1163                  | 11 aprile 1165    | | Figlio di Béla II e zio di Stefano III. Successe al fratello Ladislao II.                                                                                                 |
| Stefano III                  |          | estate 1147       | 1163                             | 4 marzo 1172      | Agnese d'Austria un figlio | Ripristinato al trono grazie all'imperatore Federico Barbarossa, morì senza eredi. Re di Croazia, Dalmazia e Slavonia                                                     |
| Béla III                     |          | 1148              | 4 marzo 1172                     | 24 aprile 1196    | (1) Agnese d'Antiochia due figli e due figlie (2) Margherita di Francia nessun figlio                                         | Figlio di Géza II e fratello di Stefano III. Re di Croazia, Dalmazia e Slavonia                                                                                           |
| Emerico                      |          | 1174              | 24 aprile 1196                   | 30 novembre 1204  | Costanza d'Aragona un figlio                                                                                                  | Figlio di Béla III, regnò in contrasto con il fratello Andrea. Re di Croazia, Dalmazia e Slavonia                                                                         |
| Ladislao III                 |          | 1199 - 1201       | 30 novembre 1204                 | 7 maggio 1205     | | Figlio di Emerico. La reggenza del regno venne affidata allo zio Andrea. Re di Croazia, Dalmazia e Slavonia                                                               |
| Andrea II il Gerosolimitano  |          | 1175              | 7 maggio 1205                    | 26 ottobre 1235   | (1) Gertrude di Merania tre figli e due figlie (2) Iolanda di Courtenay una figlia (3) Beatrice d'Este un figlio              | Figlio di Béla III, zio di Ladislao III. Re di Croazia, Dalmazia e Slavonia                                                                                               |
| Béla IV                      |          | 29 novembre 1206  | 26 ottobre 1235                  | 3 maggio 1270     | Maria Laskarina due figli e otto figlie                                                                                       | Figlio di Andrea II. Ricostruì il regno dopo l'invasione mongola del 1241. Re di Croazia, Dalmazia e Slavonia                                                             |
| Stefano V                    |          | 18 ottobre 1239   | 3 maggio 1270                    | 6 agosto 1272     | Elisabetta dei Cumani due figli e quattro figlie                                                                              | Figlio di Béla IV. Re di Croazia, Dalmazia e Slavonia |
| Ladislao IV il Cumano        |          | 5 agosto 1262     | 6 agosto 1272                    | 10 luglio 1290    | Elisabetta d'Angiò | Figlio di Stefano V. Re di Croazia, Dalmazia e Slavonia |
| Andrea III il Veneziano      |          | 1265              | 10 luglio 1290                   | 14 gennaio 1301   | Agnese nessun figlio | Nipote di Andrea II. Con la sua morte si estinse la dinastia arpadiana. Re di Croazia, Dalmazia e Slavonia                                                                |
| Přemyslidi (1301 - 1305)     |          |                   |                                  |                   | | |
| Venceslao (contestato)       |          | 6 ottobre 1289    | 27 agosto 1301                   | 9 ottobre 1305    | Viola di Teschen nessun figlio                                                                                                | Figlio di Venceslao II di Boemia e discendente di Béla III, fu costretto ad abdicare. Re di Boemia e Re di Polonia come Venceslao III                                     |
| Wittelsbach (1305 - 1308)    |          |                   |                                  |                   | | |
| Béla V (contestato)          |          | 11 febbraio 1261  | 9 ottobre 1305                   | maggio 1307       | (1) Caterina d'Asburgo due figli (2) Agnese di Slesia-Glogau un figlio e una figlia                                           | Figlio di Enrico XIII di Baviera e nipote di Béla IV. Duca di Baviera come Ottone III                                                                                     |
| Angioini (1309 - 1395)       |          |                   |                                  |                   | | |
| Carlo Martello (Re titolare) |          | 8 settembre 1271  | 10 luglio 1290                   | 12 agosto 1295    | Clemenza d'Asburgo un figlio e due figlie                                                                                     | Figlio di Carlo II di Napoli e nipote ex filia di Stefano V. |
| Carlo I                      |          | 1288-91           | 17 novembre 1308                 | 16 luglio 1342    | (1) Maria di Cieszyn una figlia (2) Beatrice di Lussemburgo nessun figlio (3) Elisabetta di Polonia cinque figli              | Figlio di Carlo Martello. |
| Luigi I il Grande            |          | 5 marzo 1326      | 21 luglio 1342                   | 10 settembre 1382 | (1) Margherita di Boemia nessun figlio (2) Elisabetta di Bosnia tre figlie                                                    | Figlio di Carlo I. Re di Polonia |
| Maria                        |          | 14 aprile 1371    | 10 settembre 1382                | 31 dicembre 1385  | Sigismondo di Lussemburgo nessun figlio                                                                                       | Figlia di Luigi I. |
| Carlo II il Breve            |          | 1345              | 31 dicembre 1385                 | 24 febbraio 1386  | Margherita di Durazzo un figlio e una figlia                                                                                  | Ultimo erede maschio del remo ungherese della dinastia angioina, salì al trono dopo aver spodestato Maria, morì avvelenato dopo pochi mesi. Re di Napoli come Carlo III   |
| Maria                        |          | 14 aprile 1371    | 24 febbraio 1386                 | 17 maggio 1395    | Sigismondo di Lussemburgo nessun figlio                                                                                       | Ripristinata al trono, il governo fu affidato di fatto al marito Sigismondo.                                                                                              |
| Lussemburgo (1387 - 1437)    |          |                   |                                  |                   | | |
| Sigismondo                   |          | 15 febbraio 1368  | 31 marzo 1387                    | 9 dicembre 1437   | (1) Maria d'Ungheria nessun figlio (2) Barbara di Cilli una figlia                                                            | Consorte di Maria e discendente di Béla IV tramite sua madre Elisabetta di Pomerania e suo padre Carlo IV di Lussemburgo. Imperatore del Sacro Romano Impero Re di Boemia |
| Asburgo (1437 - 1439)        |          |                   |                                  |                   | | |
| Alberto                      |          | 16 agosto 1397    | 9 dicembre 1437                  | 27 ottobre 1439   | Elisabetta di Lussemburgo due figli e due figlie                                                                              | Genero di Sigismondo. Re di Germania come Alberto II Re di Boemia come Alberto Duca d'Austria come Alberto V                                                              |
| Jagelloni (1440 - 1444)      |          |                   |                                  |                   | | |
| Vladislao I                  |          | 31 ottobre 1424   | 17 luglio 1440                   | 10 novembre 1444  | | Proclamato re dalla nobiltà ungherese. Re di Polonia come Ladislao III |
| Asburgo (1445 - 1457)        |          |                   |                                  |                   | | |
| Ladislao V il Postumo        |          | 22 febbraio 1440  | 1445                             | 23 novembre 1457  | | Figlio di Alberto, morì senza eredi. Re di Boemia come Ladislao I duca d'Austria come Ladislao                                                                            |
| Hunyadi (1458 - 1490)        |          |                   |                                  |                   | | |
| Mattia I il Giusto           |          | 23 febbraio 1443  | 24 gennaio 1458                  | 6 aprile 1490     | (1) Elisabetta di Celje nessun figlio (2) Caterina di Podebrady un figlio (3) Beatrice d'Aragona nessun figlio                | Eletto re d'Ungheria, morì lasciando solo un figlio illegittimo, Giovanni, a cui non fu permesso succedergli sul trono. Anti-re di Boemia Duca titolare d'Austria         |
| Jagelloni (1490 - 1526)      |          |                   |                                  |                   | | |
| Vladislao II                 |          | 1º marzo 1456     | 15 luglio 1490                   | 13 marzo 1516     | (1) Barbara di Brandeburgo nessun figlio (2) Caterina d'Aragona nessun figlio (3) Anna di Foix-Candale un figlio e una figlia | Nipote di Ladislao V, eletto re d'Ungheria. Re di Boemia come Ladislao II                                                                                                 |
| Luigi II                     |          | 1º luglio 1506    | 13 marzo 1516                    | 29 luglio 1526    | Maria d'Asburgo nessun figlio                                                                                                 | Figlio di Vladislao II. Re di Boemia come Luigi Ucciso dagli ottomani durante la battaglia di Mohács                                                                      |

## Re dell'Ungheria orientale (1526 - 1570)
A seguito della morte di Luigi II, ultimo erede del ramo ungherese dei Jagelloni, a contendersi il trono furono suo cognato Ferdinando I d'Asburgo e il voivoda di Transilvania Giovanni Zápolya. Il trattato di Gran Varadino del 1538 pose fine alla questione, assegnando l'Ungheria Reale a Ferdinando e l'Ungheria orientale a Giovanni. Con il trattato di Spira del 1570 Giovanni II, nel frattempo succeduto al padre, rinunciò al titolo regale per dare vita al principato di Transilvania.
| Nome                  | Ritratto | Data di nascita | Regno            | Regno          | Matrimoni                   | Note e titoli                                                                                    |
| Nome                  | Ritratto | Data di nascita | Inizio           | Fine           | Matrimoni                   | Note e titoli                                                                                    |
| --------------------- | -------- | --------------- | ---------------- | -------------- | --------------------------- | ------------------------------------------------------------------------------------------------ |
| Zápolya (1526 - 1570) |          |                 |                  |                |                             |                                                                                                  |
| Giovanni I            |          | 2 febbraio 1487 | 11 novembre 1526 | 22 luglio 1540 | Isabella Jagiełło un figlio | -                                                                                                |
| Giovanni II           |          | 7 luglio 1540   | 22 luglio 1540   | 16 agosto 1570 |                             | Figlio di Giovanni I, rinunciò al titolo di re dell'Ungheria orientale. Principe di Transilvania |

## Re d'Ungheria (1526 - 1867)
Tra il XVI e il XVII secolo l'Ungheria fu divisa in tre aree. Dal 1538 la regione nord-occidentale del regno era sotto il dominio asburgico, mentre il principato di Transilvania occupò la zona orientale dal 1570; le province centrali, infine, erano amministrate direttamente dall'impero ottomano. A seguito della pace di Carlowitz, siglata nel 1699 al termine della guerra austro-turca, l'Ungheria venne riunificata sotto il controllo degli Asburgo. Nel 1806 divenne uno dei regni del neonato impero austriaco.
| Nome                         | Ritratto | Data di nascita   | Regno             | Regno            | Matrimoni | Note e titoli |
| Nome                         | Ritratto | Data di nascita   | Inizio            | Fine             | Matrimoni | Note e titoli |
| ---------------------------- | -------- | ----------------- | ----------------- | ---------------- | --- | --- |
| Asburgo (1526 - 1780)        |          |                   |                   |                  | | |
| Ferdinando I                 |          | 10 marzo 1503     | 17 dicembre 1526  | 25 luglio 1564   | Anna di Boemia e Ungheria quattro figli e undici figlie | Cognato di Luigi II. Imperatore del Sacro Romano Impero, re di Boemia e arciduca d'Austria |
| Massimiliano                 |          | 31 luglio 1527    | 25 luglio 1564    | 12 ottobre 1576  | Maria di Spagna nove figli e sei figlie | Figlio di Ferdinando I. Imperatore del Sacro Romano Impero, re di Boemia e arciduca d'Austria |
| Rodolfo                      |          | 18 luglio 1552    | 12 ottobre 1576   | 26 giugno 1608   | | Figlio di Massimiliano, cedette la corona ungherese al fratello Mattia. Imperatore del Sacro Romano Impero, re di Boemia e arciduca d'Austria |
| Mattia II                    |          | 24 febbraio 1557  | 26 giugno 1608    | 20 maggio 1619   | Anna d'Austria nessun figlio | Figlio di Massimiliano. Imperatore del Sacro Romano Impero, re di Boemia e arciduca d'Austria |
| Ferdinando II                |          | 9 settembre 1578  | 20 maggio 1619    | 15 febbraio 1637 | (1) Maria Anna di Baviera quattro figli e tre figlie (2) Eleonora Gonzaga nessun figlio | Cugino di Mattia II. Imperatore del Sacro Romano Impero, re di Boemia e arciduca d'Austria |
| Bethlen (1620 - 1621)        |          |                   |                   |                  | | |
| Gabriele Bethlen             |          | 15 novembre 1580  | 25 agosto 1620    | 31 dicembre 1621 | (1) Zsuzsanna Károlyi nessun figlio (2) Caterina di Brandeburgo nessun figlio | Principe di Transilvania. Contestò il trono a Ferdinando II d'Asburgo animando una rivolta di principi protestanti durante la fase boema della Guerra dei trent'anni. Venne proclamato re d'Ungheria dalla dieta di Besztercebánya ma a seguito della Pace di Nikolsburg rinunciò alle sue pretese sul trono ungherese restaurando l'autorità asburgica.                                                            |
| Asburgo (1526 - 1780)        |          |                   |                   |                  | | |
| Ferdinando III               |          | 16 luglio 1608    | 15 febbraio 1637  | 2 aprile 1657    | (1) Maria Anna di Spagna quattro figli e due figlie (2) Maria Leopoldina d'Austria un figlio (3) Eleonora di Gonzaga-Nevers un figlio e tre figlie                                                              | Figlio di Ferdinando II. Imperatore del Sacro Romano Impero, re di Boemia e arciduca d'Austria |
| Ferdinando IV                |          | 8 settembre 1633  | 16 giugno 1647    | 9 luglio 1654    | | Figlio di Ferdinando III, regnò congiuntamente al padre. Re dei Romani e re di Boemia |
| Leopoldo I                   |          | 9 giugno 1640     | 2 aprile 1657     | 5 maggio 1705    | (1) Margherita Teresa di Spagna due figli e due figlie (2) Claudia Felicita d'Austria due figlie (3) Eleonora del Palatinato-Neuburg tre figli e sette figlie                                                   | Figlio di Ferdinando III, dal 1687 regnò congiuntamente al figlio Giuseppe. Imperatore del Sacro Romano Impero, re di Boemia e arciduca d'Austria |
| Thököly (1682 - 1685)        |          |                   |                   |                  | | |
| Imre Thököly                 |          | 25 settembre 1657 | 19 novembre 1682  | 15 ottobre 1685  | Ilona Zrínyi una figlia | Principe di Transilvania. Nel 1682 venne proclamato principe dell'Alta Ungheria, uno stato indipendente ma vassallo dell'impero ottomano, in opposizione al governo di Leopoldo I d'Asburgo. Nel 1685, dopo la sua sconfitta contro le truppe asburgiche nella battaglia di Eperjes, Imre Thököly perse il sostegno turco e venne imprigionato. Il principato venne quindi abolito e riconquistato dagli austriaci. |
| Asburgo (1526 - 1780)        |          |                   |                   |                  | | |
| Giuseppe I                   |          | 26 luglio 1678    | 9 dicembre 1687   | 17 aprile 1711   | Guglielmina Amalia di Brunswick-Lüneburg un figlio e due figlie | Figlio di Leopoldo I, fino al 1705 regnò congiuntamente al padre, morì senza eredi. Imperatore del Sacro Romano Impero, re di Boemia e arciduca d'Austria |
| Rákóczi (1705 - 1711)        |          |                   |                   |                  | | |
| Francesco II Rákóczi         |          | 27 marzo 1676     | 20 settembre 1705 | 1º maggio 1711   | Carlotta Amalia d'Assia-Wanfried un figlio e tre figlie | Principe di Transilvania. Contestò il trono a Giuseppe I d'Asburgo durante la cosiddetta guerra d'indipendenza di Rákóczi e venne proclamato gran principe d'Ungheria dalla dieta di Szécsény. Nel 1711 venne sconfitto dalle truppe asburgiche e costretto all'esilio. |
| Asburgo (1526 - 1780)        |          |                   |                   |                  | | |
| Carlo III                    |          | 1º ottobre 1685   | 17 aprile 1711    | 20 ottobre 1740  | Elisabetta Cristina di Brunswick-Wolfenbüttel tre figli e una figlia | Figlio di Leopoldo I. Imperatore del Sacro Romano Impero, re di Boemia, Napoli, Sicilia e Sardegna, arciduca d'Austria e duca di Milano e Parma |
| Maria Teresa                 |          | 13 maggio 1717    | 20 ottobre 1740   | 29 novembre 1780 | Francesco I di Lorena cinque figli e undici figlie | Figlia di Carlo III. Regina di Boemia, Galizia e Lodomiria, arciduchessa d'Austria e duchessa di Milano e Parma |
| Asburgo-Lorena (1780 - 1867) |          |                   |                   |                  | | |
| Giuseppe II                  |          | 13 marzo 1741     | 29 novembre 1780  | 20 febbraio 1790 | (1) Maria Isabella di Parma due figlie (2) Maria Giuseppa di Baviera nessun figlio | Figlio di Maria Teresa, morì senza eredi. Imperatore del Sacro Romano Impero, re di Boemia, arciduca d'Austria e duca di Milano |
| Leopoldo II                  |          | 5 maggio 1747     | 20 febbraio 1790  | 1º marzo 1792    | Maria Luisa di Spagna dodici figli e quattro figlie | Figlio di Maria Teresa. Imperatore del Sacro Romano Impero, re di Boemia, arciduca d'Austria, granduca di Toscana e duca di Milano |
| Francesco I                  |          | 12 febbraio 1768  | 1º marzo 1792     | 2 marzo 1835     | (1) Elisabetta Guglielmina di Württemberg una figlia (2) Maria Teresa di Napoli e Sicilia tre figli e otto figlie (3) Maria Ludovica d'Austria-Este nessun figlio (4) Carolina Augusta di Baviera nessun figlio | Figlio di Leopoldo II. Imperatore del Sacro Romano Impero, arciduca, poi imperatore d'Austria, re di Boemia e del Lombardo-Veneto e duca di Milano |
| Ferdinando V                 |          | 19 aprile 1793    | 2 marzo 1835      | 2 dicembre 1848  | Maria Anna di Savoia nessun figlio | Figlio di Francesco I, abdicò in favore del nipote Francesco Giuseppe. Imperatore d'Austria, re di Boemia e del Lombardo-Veneto |
| Francesco Giuseppe           |          | 18 agosto 1830    | 2 dicembre 1848   | 12 giugno 1867   | Elisabetta di Baviera un figlio e tre figlie | Nipote di Ferdinando V. Durante il suo primo anno di regno l'esercito austriaco stroncò nel sangue la rivoluzione ungherese del 1848. Imperatore d'Austria, re di Boemia e del Lombardo-Veneto |

## Re d'Ungheria (1867 - 1918)
A seguito dell'Ausgleich ("compromesso") del 1867 l'Ungheria ottenne la stessa importanza dell'Austria all'interno dell'impero, assumendo ufficialmente il nome di Terre della Corona di Santo Stefano. Nacque così l'Impero austro-ungarico.
| Nome                         | Ritratto | Data di nascita | Regno            | Regno            | Matrimoni                                    | Note e titoli                                                        |
| Nome                         | Ritratto | Data di nascita | Inizio           | Fine             | Matrimoni                                    | Note e titoli                                                        |
| ---------------------------- | -------- | --------------- | ---------------- | ---------------- | -------------------------------------------- | -------------------------------------------------------------------- |
| Asburgo-Lorena (1867 - 1918) |          |                 |                  |                  |                                              |                                                                      |
| Francesco Giuseppe           |          | 18 agosto 1830  | 12 giugno 1867   | 21 novembre 1916 | Elisabetta di Baviera un figlio e tre figlie | Nipote di Ferdinando V. Imperatore d'Austria e Re di Boemia          |
| Carlo IV                     |          | 17 agosto 1887  | 21 novembre 1916 | 12 novembre 1918 | Zita di Parma cinque figli e tre figlie      | Pronipote di Francesco Giuseppe. Imperatore d'Austria e Re di Boemia |

## Re d'Ungheria (1920 - 1946)
A seguito della caduta della Repubblica sovietica ungherese, l'ammiraglio Miklós Horthy ricostituì il Regno d'Ungheria con se stesso come reggente. A partire dal 26 marzo 1921, il re Carlo IV provò a recuperare il potere in due diverse occasioni prima di essere arrestato ed esiliato a Madeira a causa dell'opposizione interna e della Piccola Intesa, lasciando il trono ungherese vacante.
| Nome                         | Ritratto | Data di nascita | Regno        | Regno           | Matrimoni                               | Note e titoli                                                     |
| Nome                         | Ritratto | Data di nascita | Inizio       | Fine            | Matrimoni                               | Note e titoli                                                     |
| ---------------------------- | -------- | --------------- | ------------ | --------------- | --------------------------------------- | ----------------------------------------------------------------- |
| Asburgo-Lorena (1920 - 1921) |          |                 |              |                 |                                         |                                                                   |
| Carlo IV                     |          | 17 agosto 1887  | 1 marzo 1920 | 6 novembre 1921 | Zita di Parma cinque figli e tre figlie | Deposto ed esiliato a seguito dell'ostilità della Piccola Intesa. |

## Linea di successione dei sovrani di Ungheria
|                            |                            |                            |                            |                            |                            |                                                                                             |                                                                                             |                                                                                             |                                                                                             |                                                                                             |                                                                                             |                                               |                                               |                                               |                                               |                                               |                                               | Árpád *850 †907                                                             |                                                                             |                                                                             |                                                                             |                                                                             |                                                                             |                                                     |                                                     |                                                     |                                                     |                                                     |                                                     |                                        |                                        |                                        |                                        |                                        |                                        |  |  |  |  |  |  |  |  |  |  |  |  |  |  |  |  |  |  |
|                            |                            |                            |                            |                            |                            |                                                                                             |                                                                                             |                                                                                             |                                                                                             |                                                                                             |                                                                                             |                                               |                                               |                                               |                                               |                                               |                                               |                                                                             |                                                                             |                                                                             |                                                                             |                                                                             |                                                                             |                                                     |                                                     |                                                     |                                                     |                                                     |                                                     |                                        |                                        |                                        |                                        |                                        |                                        |  |  |  |  |  |  |  |  |  |  |  |  |  |  |  |  |  |  |
|                            |                            |                            |                            |                            |                            |                                                                                             |                                                                                             |                                                                                             |                                                                                             |                                                                                             |                                                                                             |                                               |                                               |                                               |                                               |                                               |                                               |                                                                             |                                                                             |                                                                             |                                                                             |                                                                             |                                                                             |                                                     |                                                     |                                                     |                                                     |                                                     |                                                     |                                        |                                        |                                        |                                        |                                        |                                        |  |  |  |  |  |  |  |  |  |  |  |  |  |  |  |  |  |  |
|                            |                            |                            |                            |                            |                            |                                                                                             |                                                                                             |                                                                                             |                                                                                             |                                                                                             |                                                                                             | Jutotzas *… †…                                | Jutotzas *… †…                                | Jutotzas *… †…                                | Jutotzas *… †…                                | Jutotzas *… †…                                | Jutotzas *… †…                                | Zoltán *869 †948                                                            | Zoltán *869 †948                                                            | Zoltán *869 †948                                                            | Zoltán *869 †948                                                            | Zoltán *869 †948                                                            | Zoltán *869 †948                                                            |                                                     |                                                     |                                                     |                                                     |                                                     |                                                     |                                        |                                        |                                        |                                        |                                        |                                        |  |  |  |  |  |  |  |  |  |  |  |  |  |  |  |  |  |  |
|                            |                            |                            |                            |                            |                            |                                                                                             |                                                                                             |                                                                                             |                                                                                             |                                                                                             |                                                                                             | Jutotzas *… †…                                | Jutotzas *… †…                                | Jutotzas *… †…                                | Jutotzas *… †…                                | Jutotzas *… †…                                | Jutotzas *… †…                                | Zoltán *869 †948                                                            | Zoltán *869 †948                                                            | Zoltán *869 †948                                                            | Zoltán *869 †948                                                            | Zoltán *869 †948                                                            | Zoltán *869 †948                                                            |                                                     |                                                     |                                                     |                                                     |                                                     |                                                     |                                        |                                        |                                        |                                        |                                        |                                        |  |  |  |  |  |  |  |  |  |  |  |  |  |  |  |  |  |  |
|                            |                            |                            |                            |                            |                            |                                                                                             |                                                                                             |                                                                                             |                                                                                             |                                                                                             |                                                                                             | Fajsz *… †955                                 | Fajsz *… †955                                 | Fajsz *… †955                                 | Fajsz *… †955                                 | Fajsz *… †955                                 | Fajsz *… †955                                 | Taksony *931 †972                                                           | Taksony *931 †972                                                           | Taksony *931 †972                                                           | Taksony *931 †972                                                           | Taksony *931 †972                                                           | Taksony *931 †972                                                           |                                                     |                                                     |                                                     |                                                     |                                                     |                                                     |                                        |                                        |                                        |                                        |                                        |                                        |  |  |  |  |  |  |  |  |  |  |  |  |  |  |  |  |  |  |
|                            |                            |                            |                            |                            |                            |                                                                                             |                                                                                             |                                                                                             |                                                                                             |                                                                                             |                                                                                             | Fajsz *… †955                                 | Fajsz *… †955                                 | Fajsz *… †955                                 | Fajsz *… †955                                 | Fajsz *… †955                                 | Fajsz *… †955                                 | Taksony *931 †972                                                           | Taksony *931 †972                                                           | Taksony *931 †972                                                           | Taksony *931 †972                                                           | Taksony *931 †972                                                           | Taksony *931 †972                                                           |                                                     |                                                     |                                                     |                                                     |                                                     |                                                     |                                        |                                        |                                        |                                        |                                        |                                        |  |  |  |  |  |  |  |  |  |  |  |  |  |  |  |  |  |  |
|                            |                            |                            |                            |                            |                            |                                                                                             |                                                                                             |                                                                                             |                                                                                             |                                                                                             |                                                                                             |                                               |                                               |                                               |                                               |                                               |                                               |                                                                             |                                                                             |                                                                             |                                                                             |                                                                             |                                                                             |                                                     |                                                     |                                                     |                                                     |                                                     |                                                     |                                        |                                        |                                        |                                        |                                        |                                        |  |  |  |  |  |  |  |  |  |  |  |  |  |  |  |  |  |  |
|                            |                            |                            |                            |                            |                            |                                                                                             |                                                                                             |                                                                                             |                                                                                             |                                                                                             |                                                                                             | Géza *940 †997                                | Géza *940 †997                                | Géza *940 †997                                | Géza *940 †997                                | Géza *940 †997                                | Géza *940 †997                                | Mihály *955 †980/97                                                         | Mihály *955 †980/97                                                         | Mihály *955 †980/97                                                         | Mihály *955 †980/97                                                         | Mihály *955 †980/97                                                         | Mihály *955 †980/97                                                         |                                                     |                                                     |                                                     |                                                     |                                                     |                                                     |                                        |                                        |                                        |                                        |                                        |                                        |  |  |  |  |  |  |  |  |  |  |  |  |  |  |  |  |  |  |
|                            |                            |                            |                            |                            |                            |                                                                                             |                                                                                             |                                                                                             |                                                                                             |                                                                                             |                                                                                             | Géza *940 †997                                | Géza *940 †997                                | Géza *940 †997                                | Géza *940 †997                                | Géza *940 †997                                | Géza *940 †997                                | Mihály *955 †980/97                                                         | Mihály *955 †980/97                                                         | Mihály *955 †980/97                                                         | Mihály *955 †980/97                                                         | Mihály *955 †980/97                                                         | Mihály *955 †980/97                                                         |                                                     |                                                     |                                                     |                                                     |                                                     |                                                     |                                        |                                        |                                        |                                        |                                        |                                        |  |  |  |  |  |  |  |  |  |  |  |  |  |  |  |  |  |  |
|                            |                            |                            |                            |                            |                            |                                                                                             |                                                                                             |                                                                                             |                                                                                             |                                                                                             |                                                                                             |                                               |                                               |                                               |                                               |                                               |                                               |                                                                             |                                                                             |                                                                             |                                                                             |                                                                             |                                                                             |                                                     |                                                     |                                                     |                                                     |                                                     |                                                     |                                        |                                        |                                        |                                        |                                        |                                        |  |  |  |  |  |  |  |  |  |  |  |  |  |  |  |  |  |  |
| Santo STEFANO I *969 †1038 | Santo STEFANO I *969 †1038 | Santo STEFANO I *969 †1038 | Santo STEFANO I *969 †1038 | Santo STEFANO I *969 †1038 | Santo STEFANO I *969 †1038 | Geiza *… †… Ottone Orseolo                                                                  | Geiza *… †… Ottone Orseolo                                                                  | Geiza *… †… Ottone Orseolo                                                                  | Geiza *… †… Ottone Orseolo                                                                  | Geiza *… †… Ottone Orseolo                                                                  | Geiza *… †… Ottone Orseolo                                                                  | Sarolta(?) *… †… SAMUELE *990 †1044           | Sarolta(?) *… †… SAMUELE *990 †1044           | Sarolta(?) *… †… SAMUELE *990 †1044           | Sarolta(?) *… †… SAMUELE *990 †1044           | Sarolta(?) *… †… SAMUELE *990 †1044           | Sarolta(?) *… †… SAMUELE *990 †1044           | Vazul (Basilio) *… †1037                                                    | Vazul (Basilio) *… †1037                                                    | Vazul (Basilio) *… †1037                                                    | Vazul (Basilio) *… †1037                                                    | Vazul (Basilio) *… †1037                                                    | Vazul (Basilio) *… †1037                                                    |                                                     |                                                     |                                                     |                                                     |                                                     |                                                     |                                        |                                        |                                        |                                        |                                        |                                        |  |  |  |  |  |  |  |  |  |  |  |  |  |  |  |  |  |  |
| Santo STEFANO I *969 †1038 | Santo STEFANO I *969 †1038 | Santo STEFANO I *969 †1038 | Santo STEFANO I *969 †1038 | Santo STEFANO I *969 †1038 | Santo STEFANO I *969 †1038 | Geiza *… †… Ottone Orseolo                                                                  | Geiza *… †… Ottone Orseolo                                                                  | Geiza *… †… Ottone Orseolo                                                                  | Geiza *… †… Ottone Orseolo                                                                  | Geiza *… †… Ottone Orseolo                                                                  | Geiza *… †… Ottone Orseolo                                                                  | Sarolta(?) *… †… SAMUELE *990 †1044           | Sarolta(?) *… †… SAMUELE *990 †1044           | Sarolta(?) *… †… SAMUELE *990 †1044           | Sarolta(?) *… †… SAMUELE *990 †1044           | Sarolta(?) *… †… SAMUELE *990 †1044           | Sarolta(?) *… †… SAMUELE *990 †1044           | Vazul (Basilio) *… †1037                                                    | Vazul (Basilio) *… †1037                                                    | Vazul (Basilio) *… †1037                                                    | Vazul (Basilio) *… †1037                                                    | Vazul (Basilio) *… †1037                                                    | Vazul (Basilio) *… †1037                                                    |                                                     |                                                     |                                                     |                                                     |                                                     |                                                     |                                        |                                        |                                        |                                        |                                        |                                        |  |  |  |  |  |  |  |  |  |  |  |  |  |  |  |  |  |  |
|                            |                            |                            |                            |                            |                            |                                                                                             |                                                                                             |                                                                                             |                                                                                             |                                                                                             |                                                                                             |                                               |                                               |                                               |                                               |                                               |                                               |                                                                             |                                                                             |                                                                             |                                                                             |                                                                             |                                                                             |                                                     |                                                     |                                                     |                                                     |                                                     |                                                     |                                        |                                        |                                        |                                        |                                        |                                        |  |  |  |  |  |  |  |  |  |  |  |  |  |  |  |  |  |  |
|                            |                            |                            |                            |                            |                            | PIETRO *1011 †1046                                                                          | PIETRO *1011 †1046                                                                          | PIETRO *1011 †1046                                                                          | PIETRO *1011 †1046                                                                          | PIETRO *1011 †1046                                                                          | PIETRO *1011 †1046                                                                          | ANDREA I *1015 †1061                          | ANDREA I *1015 †1061                          | ANDREA I *1015 †1061                          | ANDREA I *1015 †1061                          | ANDREA I *1015 †1061                          | ANDREA I *1015 †1061                          | BÉLA I *1015 †1063                                                          | BÉLA I *1015 †1063                                                          | BÉLA I *1015 †1063                                                          | BÉLA I *1015 †1063                                                          | BÉLA I *1015 †1063                                                          | BÉLA I *1015 †1063                                                          |                                                     |                                                     |                                                     |                                                     |                                                     |                                                     |                                        |                                        |                                        |                                        |                                        |                                        |  |  |  |  |  |  |  |  |  |  |  |  |  |  |  |  |  |  |
|                            |                            |                            |                            |                            |                            | PIETRO *1011 †1046                                                                          | PIETRO *1011 †1046                                                                          | PIETRO *1011 †1046                                                                          | PIETRO *1011 †1046                                                                          | PIETRO *1011 †1046                                                                          | PIETRO *1011 †1046                                                                          | ANDREA I *1015 †1061                          | ANDREA I *1015 †1061                          | ANDREA I *1015 †1061                          | ANDREA I *1015 †1061                          | ANDREA I *1015 †1061                          | ANDREA I *1015 †1061                          | BÉLA I *1015 †1063                                                          | BÉLA I *1015 †1063                                                          | BÉLA I *1015 †1063                                                          | BÉLA I *1015 †1063                                                          | BÉLA I *1015 †1063                                                          | BÉLA I *1015 †1063                                                          |                                                     |                                                     |                                                     |                                                     |                                                     |                                                     |                                        |                                        |                                        |                                        |                                        |                                        |  |  |  |  |  |  |  |  |  |  |  |  |  |  |  |  |  |  |
|                            |                            |                            |                            |                            |                            |                                                                                             |                                                                                             |                                                                                             |                                                                                             |                                                                                             |                                                                                             |                                               |                                               |                                               |                                               |                                               |                                               |                                                                             |                                                                             |                                                                             |                                                                             |                                                                             |                                                                             |                                                     |                                                     |                                                     |                                                     |                                                     |                                                     |                                        |                                        |                                        |                                        |                                        |                                        |  |  |  |  |  |  |  |  |  |  |  |  |  |  |  |  |  |  |
|                            |                            |                            |                            |                            |                            |                                                                                             |                                                                                             |                                                                                             |                                                                                             |                                                                                             |                                                                                             | SALOMONE *1053 †1074                          | SALOMONE *1053 †1074                          | SALOMONE *1053 †1074                          | SALOMONE *1053 †1074                          | SALOMONE *1053 †1074                          | SALOMONE *1053 †1074                          | GÉZA I *1040 †1077                                                          | GÉZA I *1040 †1077                                                          | GÉZA I *1040 †1077                                                          | GÉZA I *1040 †1077                                                          | GÉZA I *1040 †1077                                                          | GÉZA I *1040 †1077                                                          | LADISLAO I *1045/7 †1095                            | LADISLAO I *1045/7 †1095                            | LADISLAO I *1045/7 †1095                            | LADISLAO I *1045/7 †1095                            | LADISLAO I *1045/7 †1095                            | LADISLAO I *1045/7 †1095                            |                                        |                                        |                                        |                                        |                                        |                                        |  |  |  |  |  |  |  |  |  |  |  |  |  |  |  |  |  |  |
|                            |                            |                            |                            |                            |                            |                                                                                             |                                                                                             |                                                                                             |                                                                                             |                                                                                             |                                                                                             | SALOMONE *1053 †1074                          | SALOMONE *1053 †1074                          | SALOMONE *1053 †1074                          | SALOMONE *1053 †1074                          | SALOMONE *1053 †1074                          | SALOMONE *1053 †1074                          | GÉZA I *1040 †1077                                                          | GÉZA I *1040 †1077                                                          | GÉZA I *1040 †1077                                                          | GÉZA I *1040 †1077                                                          | GÉZA I *1040 †1077                                                          | GÉZA I *1040 †1077                                                          | LADISLAO I *1045/7 †1095                            | LADISLAO I *1045/7 †1095                            | LADISLAO I *1045/7 †1095                            | LADISLAO I *1045/7 †1095                            | LADISLAO I *1045/7 †1095                            | LADISLAO I *1045/7 †1095                            |                                        |                                        |                                        |                                        |                                        |                                        |  |  |  |  |  |  |  |  |  |  |  |  |  |  |  |  |  |  |
|                            |                            |                            |                            |                            |                            |                                                                                             |                                                                                             |                                                                                             |                                                                                             |                                                                                             |                                                                                             |                                               |                                               |                                               |                                               |                                               |                                               |                                                                             |                                                                             |                                                                             |                                                                             |                                                                             |                                                                             |                                                     |                                                     |                                                     |                                                     |                                                     |                                                     |                                        |                                        |                                        |                                        |                                        |                                        |  |  |  |  |  |  |  |  |  |  |  |  |  |  |  |  |  |  |
|                            |                            |                            |                            |                            |                            |                                                                                             |                                                                                             |                                                                                             |                                                                                             |                                                                                             |                                                                                             | COLOMANNO *1070 †1116                         | COLOMANNO *1070 †1116                         | COLOMANNO *1070 †1116                         | COLOMANNO *1070 †1116                         | COLOMANNO *1070 †1116                         | COLOMANNO *1070 †1116                         | Álmos *… †1129                                                              | Álmos *… †1129                                                              | Álmos *… †1129                                                              | Álmos *… †1129                                                              | Álmos *… †1129                                                              | Álmos *… †1129                                                              |                                                     |                                                     |                                                     |                                                     |                                                     |                                                     |                                        |                                        |                                        |                                        |                                        |                                        |  |  |  |  |  |  |  |  |  |  |  |  |  |  |  |  |  |  |
|                            |                            |                            |                            |                            |                            |                                                                                             |                                                                                             |                                                                                             |                                                                                             |                                                                                             |                                                                                             | COLOMANNO *1070 †1116                         | COLOMANNO *1070 †1116                         | COLOMANNO *1070 †1116                         | COLOMANNO *1070 †1116                         | COLOMANNO *1070 †1116                         | COLOMANNO *1070 †1116                         | Álmos *… †1129                                                              | Álmos *… †1129                                                              | Álmos *… †1129                                                              | Álmos *… †1129                                                              | Álmos *… †1129                                                              | Álmos *… †1129                                                              |                                                     |                                                     |                                                     |                                                     |                                                     |                                                     |                                        |                                        |                                        |                                        |                                        |                                        |  |  |  |  |  |  |  |  |  |  |  |  |  |  |  |  |  |  |
|                            |                            |                            |                            |                            |                            |                                                                                             |                                                                                             |                                                                                             |                                                                                             |                                                                                             |                                                                                             | STEFANO II *1101 †1131                        | STEFANO II *1101 †1131                        | STEFANO II *1101 †1131                        | STEFANO II *1101 †1131                        | STEFANO II *1101 †1131                        | STEFANO II *1101 †1131                        | BÉLA II *… †1129                                                            | BÉLA II *… †1129                                                            | BÉLA II *… †1129                                                            | BÉLA II *… †1129                                                            | BÉLA II *… †1129                                                            | BÉLA II *… †1129                                                            |                                                     |                                                     |                                                     |                                                     |                                                     |                                                     |                                        |                                        |                                        |                                        |                                        |                                        |  |  |  |  |  |  |  |  |  |  |  |  |  |  |  |  |  |  |
|                            |                            |                            |                            |                            |                            |                                                                                             |                                                                                             |                                                                                             |                                                                                             |                                                                                             |                                                                                             | STEFANO II *1101 †1131                        | STEFANO II *1101 †1131                        | STEFANO II *1101 †1131                        | STEFANO II *1101 †1131                        | STEFANO II *1101 †1131                        | STEFANO II *1101 †1131                        | BÉLA II *… †1129                                                            | BÉLA II *… †1129                                                            | BÉLA II *… †1129                                                            | BÉLA II *… †1129                                                            | BÉLA II *… †1129                                                            | BÉLA II *… †1129                                                            |                                                     |                                                     |                                                     |                                                     |                                                     |                                                     |                                        |                                        |                                        |                                        |                                        |                                        |  |  |  |  |  |  |  |  |  |  |  |  |  |  |  |  |  |  |
|                            |                            |                            |                            |                            |                            |                                                                                             |                                                                                             |                                                                                             |                                                                                             |                                                                                             |                                                                                             |                                               |                                               |                                               |                                               |                                               |                                               |                                                                             |                                                                             |                                                                             |                                                                             |                                                                             |                                                                             |                                                     |                                                     |                                                     |                                                     |                                                     |                                                     |                                        |                                        |                                        |                                        |                                        |                                        |  |  |  |  |  |  |  |  |  |  |  |  |  |  |  |  |  |  |
|                            |                            |                            |                            |                            |                            |                                                                                             |                                                                                             |                                                                                             |                                                                                             |                                                                                             |                                                                                             |                                               |                                               |                                               |                                               |                                               |                                               | GÉZA II *1130 †1162                                                         | GÉZA II *1130 †1162                                                         | GÉZA II *1130 †1162                                                         | GÉZA II *1130 †1162                                                         | GÉZA II *1130 †1162                                                         | GÉZA II *1130 †1162                                                         | LADISLAO II *1131 †1163                             | LADISLAO II *1131 †1163                             | LADISLAO II *1131 †1163                             | LADISLAO II *1131 †1163                             | LADISLAO II *1131 †1163                             | LADISLAO II *1131 †1163                             | STEFANO IV *1133 †1163                 | STEFANO IV *1133 †1163                 | STEFANO IV *1133 †1163                 | STEFANO IV *1133 †1163                 | STEFANO IV *1133 †1163                 | STEFANO IV *1133 †1163                 |  |  |  |  |  |  |  |  |  |  |  |  |  |  |  |  |  |  |
|                            |                            |                            |                            |                            |                            |                                                                                             |                                                                                             |                                                                                             |                                                                                             |                                                                                             |                                                                                             |                                               |                                               |                                               |                                               |                                               |                                               | GÉZA II *1130 †1162                                                         | GÉZA II *1130 †1162                                                         | GÉZA II *1130 †1162                                                         | GÉZA II *1130 †1162                                                         | GÉZA II *1130 †1162                                                         | GÉZA II *1130 †1162                                                         | LADISLAO II *1131 †1163                             | LADISLAO II *1131 †1163                             | LADISLAO II *1131 †1163                             | LADISLAO II *1131 †1163                             | LADISLAO II *1131 †1163                             | LADISLAO II *1131 †1163                             | STEFANO IV *1133 †1163                 | STEFANO IV *1133 †1163                 | STEFANO IV *1133 †1163                 | STEFANO IV *1133 †1163                 | STEFANO IV *1133 †1163                 | STEFANO IV *1133 †1163                 |  |  |  |  |  |  |  |  |  |  |  |  |  |  |  |  |  |  |
|                            |                            |                            |                            |                            |                            |                                                                                             |                                                                                             |                                                                                             |                                                                                             |                                                                                             |                                                                                             |                                               |                                               |                                               |                                               |                                               |                                               |                                                                             |                                                                             |                                                                             |                                                                             |                                                                             |                                                                             |                                                     |                                                     |                                                     |                                                     |                                                     |                                                     |                                        |                                        |                                        |                                        |                                        |                                        |  |  |  |  |  |  |  |  |  |  |  |  |  |  |  |  |  |  |
|                            |                            |                            |                            |                            |                            |                                                                                             |                                                                                             |                                                                                             |                                                                                             |                                                                                             |                                                                                             | STEFANO III *1147 †1162                       | STEFANO III *1147 †1162                       | STEFANO III *1147 †1162                       | STEFANO III *1147 †1162                       | STEFANO III *1147 †1162                       | STEFANO III *1147 †1162                       | BÉLA III *1148 †1196                                                        | BÉLA III *1148 †1196                                                        | BÉLA III *1148 †1196                                                        | BÉLA III *1148 †1196                                                        | BÉLA III *1148 †1196                                                        | BÉLA III *1148 †1196                                                        |                                                     |                                                     |                                                     |                                                     |                                                     |                                                     |                                        |                                        |                                        |                                        |                                        |                                        |  |  |  |  |  |  |  |  |  |  |  |  |  |  |  |  |  |  |
|                            |                            |                            |                            |                            |                            |                                                                                             |                                                                                             |                                                                                             |                                                                                             |                                                                                             |                                                                                             | STEFANO III *1147 †1162                       | STEFANO III *1147 †1162                       | STEFANO III *1147 †1162                       | STEFANO III *1147 †1162                       | STEFANO III *1147 †1162                       | STEFANO III *1147 †1162                       | BÉLA III *1148 †1196                                                        | BÉLA III *1148 †1196                                                        | BÉLA III *1148 †1196                                                        | BÉLA III *1148 †1196                                                        | BÉLA III *1148 †1196                                                        | BÉLA III *1148 †1196                                                        |                                                     |                                                     |                                                     |                                                     |                                                     |                                                     |                                        |                                        |                                        |                                        |                                        |                                        |  |  |  |  |  |  |  |  |  |  |  |  |  |  |  |  |  |  |
|                            |                            |                            |                            |                            |                            |                                                                                             |                                                                                             |                                                                                             |                                                                                             |                                                                                             |                                                                                             |                                               |                                               |                                               |                                               |                                               |                                               |                                                                             |                                                                             |                                                                             |                                                                             |                                                                             |                                                                             |                                                     |                                                     |                                                     |                                                     |                                                     |                                                     |                                        |                                        |                                        |                                        |                                        |                                        |  |  |  |  |  |  |  |  |  |  |  |  |  |  |  |  |  |  |
|                            |                            |                            |                            |                            |                            |                                                                                             |                                                                                             |                                                                                             |                                                                                             |                                                                                             |                                                                                             | EMERICO *1174 †1204                           | EMERICO *1174 †1204                           | EMERICO *1174 †1204                           | EMERICO *1174 †1204                           | EMERICO *1174 †1204                           | EMERICO *1174 †1204                           | ANDREA II *1175 †1235                                                       | ANDREA II *1175 †1235                                                       | ANDREA II *1175 †1235                                                       | ANDREA II *1175 †1235                                                       | ANDREA II *1175 †1235                                                       | ANDREA II *1175 †1235                                                       |                                                     |                                                     |                                                     |                                                     |                                                     |                                                     |                                        |                                        |                                        |                                        |                                        |                                        |  |  |  |  |  |  |  |  |  |  |  |  |  |  |  |  |  |  |
|                            |                            |                            |                            |                            |                            |                                                                                             |                                                                                             |                                                                                             |                                                                                             |                                                                                             |                                                                                             | EMERICO *1174 †1204                           | EMERICO *1174 †1204                           | EMERICO *1174 †1204                           | EMERICO *1174 †1204                           | EMERICO *1174 †1204                           | EMERICO *1174 †1204                           | ANDREA II *1175 †1235                                                       | ANDREA II *1175 †1235                                                       | ANDREA II *1175 †1235                                                       | ANDREA II *1175 †1235                                                       | ANDREA II *1175 †1235                                                       | ANDREA II *1175 †1235                                                       |                                                     |                                                     |                                                     |                                                     |                                                     |                                                     |                                        |                                        |                                        |                                        |                                        |                                        |  |  |  |  |  |  |  |  |  |  |  |  |  |  |  |  |  |  |
|                            |                            |                            |                            |                            |                            |                                                                                             |                                                                                             |                                                                                             |                                                                                             |                                                                                             |                                                                                             |                                               |                                               |                                               |                                               |                                               |                                               |                                                                             |                                                                             |                                                                             |                                                                             |                                                                             |                                                                             |                                                     |                                                     |                                                     |                                                     |                                                     |                                                     |                                        |                                        |                                        |                                        |                                        |                                        |  |  |  |  |  |  |  |  |  |  |  |  |  |  |  |  |  |  |
|                            |                            |                            |                            |                            |                            |                                                                                             |                                                                                             |                                                                                             |                                                                                             |                                                                                             |                                                                                             | LADISLAO III *1199-1201†1205                  | LADISLAO III *1199-1201†1205                  | LADISLAO III *1199-1201†1205                  | LADISLAO III *1199-1201†1205                  | LADISLAO III *1199-1201†1205                  | LADISLAO III *1199-1201†1205                  | BÉLA IV *1206 †1270                                                         | BÉLA IV *1206 †1270                                                         | BÉLA IV *1206 †1270                                                         | BÉLA IV *1206 †1270                                                         | BÉLA IV *1206 †1270                                                         | BÉLA IV *1206 †1270                                                         | Stefano *1236 †…                                    | Stefano *1236 †…                                    | Stefano *1236 †…                                    | Stefano *1236 †…                                    | Stefano *1236 †…                                    | Stefano *1236 †…                                    |                                        |                                        |                                        |                                        |                                        |                                        |  |  |  |  |  |  |  |  |  |  |  |  |  |  |  |  |  |  |
|                            |                            |                            |                            |                            |                            |                                                                                             |                                                                                             |                                                                                             |                                                                                             |                                                                                             |                                                                                             | LADISLAO III *1199-1201†1205                  | LADISLAO III *1199-1201†1205                  | LADISLAO III *1199-1201†1205                  | LADISLAO III *1199-1201†1205                  | LADISLAO III *1199-1201†1205                  | LADISLAO III *1199-1201†1205                  | BÉLA IV *1206 †1270                                                         | BÉLA IV *1206 †1270                                                         | BÉLA IV *1206 †1270                                                         | BÉLA IV *1206 †1270                                                         | BÉLA IV *1206 †1270                                                         | BÉLA IV *1206 †1270                                                         | Stefano *1236 †…                                    | Stefano *1236 †…                                    | Stefano *1236 †…                                    | Stefano *1236 †…                                    | Stefano *1236 †…                                    | Stefano *1236 †…                                    |                                        |                                        |                                        |                                        |                                        |                                        |  |  |  |  |  |  |  |  |  |  |  |  |  |  |  |  |  |  |
|                            |                            |                            |                            |                            |                            |                                                                                             |                                                                                             |                                                                                             |                                                                                             |                                                                                             |                                                                                             |                                               |                                               |                                               |                                               |                                               |                                               |                                                                             |                                                                             |                                                                             |                                                                             |                                                                             |                                                                             |                                                     |                                                     |                                                     |                                                     |                                                     |                                                     |                                        |                                        |                                        |                                        |                                        |                                        |  |  |  |  |  |  |  |  |  |  |  |  |  |  |  |  |  |  |
|                            |                            |                            |                            |                            |                            | Anna *1226†… Rostislav Mihailovič                                                           | Anna *1226†… Rostislav Mihailovič                                                           | Anna *1226†… Rostislav Mihailovič                                                           | Anna *1226†… Rostislav Mihailovič                                                           | Anna *1226†… Rostislav Mihailovič                                                           | Anna *1226†… Rostislav Mihailovič                                                           | Elisabetta *1236 †1271 Enrico XIII di Baviera | Elisabetta *1236 †1271 Enrico XIII di Baviera | Elisabetta *1236 †1271 Enrico XIII di Baviera | Elisabetta *1236 †1271 Enrico XIII di Baviera | Elisabetta *1236 †1271 Enrico XIII di Baviera | Elisabetta *1236 †1271 Enrico XIII di Baviera | STEFANO V *1239 †1272                                                       | STEFANO V *1239 †1272                                                       | STEFANO V *1239 †1272                                                       | STEFANO V *1239 †1272                                                       | STEFANO V *1239 †1272                                                       | STEFANO V *1239 †1272                                                       | ANDREA III *1265 †1301                              | ANDREA III *1265 †1301                              | ANDREA III *1265 †1301                              | ANDREA III *1265 †1301                              | ANDREA III *1265 †1301                              | ANDREA III *1265 †1301                              |                                        |                                        |                                        |                                        |                                        |                                        |  |  |  |  |  |  |  |  |  |  |  |  |  |  |  |  |  |  |
|                            |                            |                            |                            |                            |                            | Anna *1226†… Rostislav Mihailovič                                                           | Anna *1226†… Rostislav Mihailovič                                                           | Anna *1226†… Rostislav Mihailovič                                                           | Anna *1226†… Rostislav Mihailovič                                                           | Anna *1226†… Rostislav Mihailovič                                                           | Anna *1226†… Rostislav Mihailovič                                                           | Elisabetta *1236 †1271 Enrico XIII di Baviera | Elisabetta *1236 †1271 Enrico XIII di Baviera | Elisabetta *1236 †1271 Enrico XIII di Baviera | Elisabetta *1236 †1271 Enrico XIII di Baviera | Elisabetta *1236 †1271 Enrico XIII di Baviera | Elisabetta *1236 †1271 Enrico XIII di Baviera | STEFANO V *1239 †1272                                                       | STEFANO V *1239 †1272                                                       | STEFANO V *1239 †1272                                                       | STEFANO V *1239 †1272                                                       | STEFANO V *1239 †1272                                                       | STEFANO V *1239 †1272                                                       | ANDREA III *1265 †1301                              | ANDREA III *1265 †1301                              | ANDREA III *1265 †1301                              | ANDREA III *1265 †1301                              | ANDREA III *1265 †1301                              | ANDREA III *1265 †1301                              |                                        |                                        |                                        |                                        |                                        |                                        |  |  |  |  |  |  |  |  |  |  |  |  |  |  |  |  |  |  |
|                            |                            |                            |                            |                            |                            |                                                                                             |                                                                                             |                                                                                             |                                                                                             |                                                                                             |                                                                                             |                                               |                                               |                                               |                                               |                                               |                                               |                                                                             |                                                                             |                                                                             |                                                                             |                                                                             |                                                                             |                                                     |                                                     |                                                     |                                                     |                                                     |                                                     |                                        |                                        |                                        |                                        |                                        |                                        |  |  |  |  |  |  |  |  |  |  |  |  |  |  |  |  |  |  |
|                            |                            |                            |                            |                            |                            | Cunegonda *1245†1285 Ottocaro II di Boemia                                                  | Cunegonda *1245†1285 Ottocaro II di Boemia                                                  | Cunegonda *1245†1285 Ottocaro II di Boemia                                                  | Cunegonda *1245†1285 Ottocaro II di Boemia                                                  | Cunegonda *1245†1285 Ottocaro II di Boemia                                                  | Cunegonda *1245†1285 Ottocaro II di Boemia                                                  | BÉLA (V) *1261 †1308                          | BÉLA (V) *1261 †1308                          | BÉLA (V) *1261 †1308                          | BÉLA (V) *1261 †1308                          | BÉLA (V) *1261 †1308                          | BÉLA (V) *1261 †1308                          | Maria *c.1257 †1323 Carlo II d'Angiò                                        | Maria *c.1257 †1323 Carlo II d'Angiò                                        | Maria *c.1257 †1323 Carlo II d'Angiò                                        | Maria *c.1257 †1323 Carlo II d'Angiò                                        | Maria *c.1257 †1323 Carlo II d'Angiò                                        | Maria *c.1257 †1323 Carlo II d'Angiò                                        | LADISLAO IV *1262 †1290                             | LADISLAO IV *1262 †1290                             | LADISLAO IV *1262 †1290                             | LADISLAO IV *1262 †1290                             | LADISLAO IV *1262 †1290                             | LADISLAO IV *1262 †1290                             |                                        |                                        |                                        |                                        |                                        |                                        |  |  |  |  |  |  |  |  |  |  |  |  |  |  |  |  |  |  |
|                            |                            |                            |                            |                            |                            | Cunegonda *1245†1285 Ottocaro II di Boemia                                                  | Cunegonda *1245†1285 Ottocaro II di Boemia                                                  | Cunegonda *1245†1285 Ottocaro II di Boemia                                                  | Cunegonda *1245†1285 Ottocaro II di Boemia                                                  | Cunegonda *1245†1285 Ottocaro II di Boemia                                                  | Cunegonda *1245†1285 Ottocaro II di Boemia                                                  | BÉLA (V) *1261 †1308                          | BÉLA (V) *1261 †1308                          | BÉLA (V) *1261 †1308                          | BÉLA (V) *1261 †1308                          | BÉLA (V) *1261 †1308                          | BÉLA (V) *1261 †1308                          | Maria *c.1257 †1323 Carlo II d'Angiò                                        | Maria *c.1257 †1323 Carlo II d'Angiò                                        | Maria *c.1257 †1323 Carlo II d'Angiò                                        | Maria *c.1257 †1323 Carlo II d'Angiò                                        | Maria *c.1257 †1323 Carlo II d'Angiò                                        | Maria *c.1257 †1323 Carlo II d'Angiò                                        | LADISLAO IV *1262 †1290                             | LADISLAO IV *1262 †1290                             | LADISLAO IV *1262 †1290                             | LADISLAO IV *1262 †1290                             | LADISLAO IV *1262 †1290                             | LADISLAO IV *1262 †1290                             |                                        |                                        |                                        |                                        |                                        |                                        |  |  |  |  |  |  |  |  |  |  |  |  |  |  |  |  |  |  |
|                            |                            |                            |                            |                            |                            |                                                                                             |                                                                                             |                                                                                             |                                                                                             |                                                                                             |                                                                                             |                                               |                                               |                                               |                                               |                                               |                                               |                                                                             |                                                                             |                                                                             |                                                                             |                                                                             |                                                                             |                                                     |                                                     |                                                     |                                                     |                                                     |                                                     |                                        |                                        |                                        |                                        |                                        |                                        |  |  |  |  |  |  |  |  |  |  |  |  |  |  |  |  |  |  |
|                            |                            |                            |                            |                            |                            | VENCESLAO (II Boemia) *1289 †1305                                                           | VENCESLAO (II Boemia) *1289 †1305                                                           | VENCESLAO (II Boemia) *1289 †1305                                                           | VENCESLAO (II Boemia) *1289 †1305                                                           | VENCESLAO (II Boemia) *1289 †1305                                                           | VENCESLAO (II Boemia) *1289 †1305                                                           |                                               |                                               |                                               |                                               |                                               |                                               | CARLO MARTELLO *1271 †1295                                                  | CARLO MARTELLO *1271 †1295                                                  | CARLO MARTELLO *1271 †1295                                                  | CARLO MARTELLO *1271 †1295                                                  | CARLO MARTELLO *1271 †1295                                                  | CARLO MARTELLO *1271 †1295                                                  | Giovanni di Gravina *1294 †1336                     | Giovanni di Gravina *1294 †1336                     | Giovanni di Gravina *1294 †1336                     | Giovanni di Gravina *1294 †1336                     | Giovanni di Gravina *1294 †1336                     | Giovanni di Gravina *1294 †1336                     |                                        |                                        |                                        |                                        |                                        |                                        |  |  |  |  |  |  |  |  |  |  |  |  |  |  |  |  |  |  |
|                            |                            |                            |                            |                            |                            | VENCESLAO (II Boemia) *1289 †1305                                                           | VENCESLAO (II Boemia) *1289 †1305                                                           | VENCESLAO (II Boemia) *1289 †1305                                                           | VENCESLAO (II Boemia) *1289 †1305                                                           | VENCESLAO (II Boemia) *1289 †1305                                                           | VENCESLAO (II Boemia) *1289 †1305                                                           |                                               |                                               |                                               |                                               |                                               |                                               | CARLO MARTELLO *1271 †1295                                                  | CARLO MARTELLO *1271 †1295                                                  | CARLO MARTELLO *1271 †1295                                                  | CARLO MARTELLO *1271 †1295                                                  | CARLO MARTELLO *1271 †1295                                                  | CARLO MARTELLO *1271 †1295                                                  | Giovanni di Gravina *1294 †1336                     | Giovanni di Gravina *1294 †1336                     | Giovanni di Gravina *1294 †1336                     | Giovanni di Gravina *1294 †1336                     | Giovanni di Gravina *1294 †1336                     | Giovanni di Gravina *1294 †1336                     |                                        |                                        |                                        |                                        |                                        |                                        |  |  |  |  |  |  |  |  |  |  |  |  |  |  |  |  |  |  |
|                            |                            |                            |                            |                            |                            |                                                                                             |                                                                                             |                                                                                             |                                                                                             |                                                                                             |                                                                                             |                                               |                                               |                                               |                                               |                                               |                                               | CARLO I ROBERTO *1288/91 †1342                                              | CARLO I ROBERTO *1288/91 †1342                                              | CARLO I ROBERTO *1288/91 †1342                                              | CARLO I ROBERTO *1288/91 †1342                                              | CARLO I ROBERTO *1288/91 †1342                                              | CARLO I ROBERTO *1288/91 †1342                                              | Luigi di Durazzo *1324 †1362                        | Luigi di Durazzo *1324 †1362                        | Luigi di Durazzo *1324 †1362                        | Luigi di Durazzo *1324 †1362                        | Luigi di Durazzo *1324 †1362                        | Luigi di Durazzo *1324 †1362                        |                                        |                                        |                                        |                                        |                                        |                                        |  |  |  |  |  |  |  |  |  |  |  |  |  |  |  |  |  |  |
|                            |                            |                            |                            |                            |                            |                                                                                             |                                                                                             |                                                                                             |                                                                                             |                                                                                             |                                                                                             |                                               |                                               |                                               |                                               |                                               |                                               | CARLO I ROBERTO *1288/91 †1342                                              | CARLO I ROBERTO *1288/91 †1342                                              | CARLO I ROBERTO *1288/91 †1342                                              | CARLO I ROBERTO *1288/91 †1342                                              | CARLO I ROBERTO *1288/91 †1342                                              | CARLO I ROBERTO *1288/91 †1342                                              | Luigi di Durazzo *1324 †1362                        | Luigi di Durazzo *1324 †1362                        | Luigi di Durazzo *1324 †1362                        | Luigi di Durazzo *1324 †1362                        | Luigi di Durazzo *1324 †1362                        | Luigi di Durazzo *1324 †1362                        |                                        |                                        |                                        |                                        |                                        |                                        |  |  |  |  |  |  |  |  |  |  |  |  |  |  |  |  |  |  |
|                            |                            |                            |                            |                            |                            |                                                                                             |                                                                                             |                                                                                             |                                                                                             |                                                                                             |                                                                                             |                                               |                                               |                                               |                                               |                                               |                                               | LUIGI I *1326 †1382                                                         | LUIGI I *1326 †1382                                                         | LUIGI I *1326 †1382                                                         | LUIGI I *1326 †1382                                                         | LUIGI I *1326 †1382                                                         | LUIGI I *1326 †1382                                                         | CARLO II (III Napoli) *1345 †1386                   | CARLO II (III Napoli) *1345 †1386                   | CARLO II (III Napoli) *1345 †1386                   | CARLO II (III Napoli) *1345 †1386                   | CARLO II (III Napoli) *1345 †1386                   | CARLO II (III Napoli) *1345 †1386                   |                                        |                                        |                                        |                                        |                                        |                                        |  |  |  |  |  |  |  |  |  |  |  |  |  |  |  |  |  |  |
|                            |                            |                            |                            |                            |                            |                                                                                             |                                                                                             |                                                                                             |                                                                                             |                                                                                             |                                                                                             |                                               |                                               |                                               |                                               |                                               |                                               | LUIGI I *1326 †1382                                                         | LUIGI I *1326 †1382                                                         | LUIGI I *1326 †1382                                                         | LUIGI I *1326 †1382                                                         | LUIGI I *1326 †1382                                                         | LUIGI I *1326 †1382                                                         | CARLO II (III Napoli) *1345 †1386                   | CARLO II (III Napoli) *1345 †1386                   | CARLO II (III Napoli) *1345 †1386                   | CARLO II (III Napoli) *1345 †1386                   | CARLO II (III Napoli) *1345 †1386                   | CARLO II (III Napoli) *1345 †1386                   |                                        |                                        |                                        |                                        |                                        |                                        |  |  |  |  |  |  |  |  |  |  |  |  |  |  |  |  |  |  |
|                            |                            |                            |                            |                            |                            |                                                                                             |                                                                                             |                                                                                             |                                                                                             |                                                                                             |                                                                                             |                                               |                                               |                                               |                                               |                                               |                                               |                                                                             |                                                                             |                                                                             |                                                                             |                                                                             |                                                                             |                                                     |                                                     |                                                     |                                                     |                                                     |                                                     |                                        |                                        |                                        |                                        |                                        |                                        |  |  |  |  |  |  |  |  |  |  |  |  |  |  |  |  |  |  |
|                            |                            |                            |                            |                            |                            | (1) MARIA *1371 †1395 sposa SIGISMONDO di Lussemburgo *1368 †1437 sposa (2)Barbara di Cilli | (1) MARIA *1371 †1395 sposa SIGISMONDO di Lussemburgo *1368 †1437 sposa (2)Barbara di Cilli | (1) MARIA *1371 †1395 sposa SIGISMONDO di Lussemburgo *1368 †1437 sposa (2)Barbara di Cilli | (1) MARIA *1371 †1395 sposa SIGISMONDO di Lussemburgo *1368 †1437 sposa (2)Barbara di Cilli | (1) MARIA *1371 †1395 sposa SIGISMONDO di Lussemburgo *1368 †1437 sposa (2)Barbara di Cilli | (1) MARIA *1371 †1395 sposa SIGISMONDO di Lussemburgo *1368 †1437 sposa (2)Barbara di Cilli |                                               |                                               |                                               |                                               |                                               |                                               | (1) Edvige *1374 †1399 sposa Ladislao II Jagellone sposa (2)Sofia Alšėniškė | (1) Edvige *1374 †1399 sposa Ladislao II Jagellone sposa (2)Sofia Alšėniškė | (1) Edvige *1374 †1399 sposa Ladislao II Jagellone sposa (2)Sofia Alšėniškė | (1) Edvige *1374 †1399 sposa Ladislao II Jagellone sposa (2)Sofia Alšėniškė | (1) Edvige *1374 †1399 sposa Ladislao II Jagellone sposa (2)Sofia Alšėniškė | (1) Edvige *1374 †1399 sposa Ladislao II Jagellone sposa (2)Sofia Alšėniškė |                                                     |                                                     |                                                     |                                                     |                                                     |                                                     |                                        |                                        |                                        |                                        |                                        |                                        |  |  |  |  |  |  |  |  |  |  |  |  |  |  |  |  |  |  |
|                            |                            |                            |                            |                            |                            | (1) MARIA *1371 †1395 sposa SIGISMONDO di Lussemburgo *1368 †1437 sposa (2)Barbara di Cilli | (1) MARIA *1371 †1395 sposa SIGISMONDO di Lussemburgo *1368 †1437 sposa (2)Barbara di Cilli | (1) MARIA *1371 †1395 sposa SIGISMONDO di Lussemburgo *1368 †1437 sposa (2)Barbara di Cilli | (1) MARIA *1371 †1395 sposa SIGISMONDO di Lussemburgo *1368 †1437 sposa (2)Barbara di Cilli | (1) MARIA *1371 †1395 sposa SIGISMONDO di Lussemburgo *1368 †1437 sposa (2)Barbara di Cilli | (1) MARIA *1371 †1395 sposa SIGISMONDO di Lussemburgo *1368 †1437 sposa (2)Barbara di Cilli |                                               |                                               |                                               |                                               |                                               |                                               | (1) Edvige *1374 †1399 sposa Ladislao II Jagellone sposa (2)Sofia Alšėniškė | (1) Edvige *1374 †1399 sposa Ladislao II Jagellone sposa (2)Sofia Alšėniškė | (1) Edvige *1374 †1399 sposa Ladislao II Jagellone sposa (2)Sofia Alšėniškė | (1) Edvige *1374 †1399 sposa Ladislao II Jagellone sposa (2)Sofia Alšėniškė | (1) Edvige *1374 †1399 sposa Ladislao II Jagellone sposa (2)Sofia Alšėniškė | (1) Edvige *1374 †1399 sposa Ladislao II Jagellone sposa (2)Sofia Alšėniškė |                                                     |                                                     |                                                     |                                                     |                                                     |                                                     |                                        |                                        |                                        |                                        |                                        |                                        |  |  |  |  |  |  |  |  |  |  |  |  |  |  |  |  |  |  |
|                            |                            |                            |                            |                            |                            |                                                                                             |                                                                                             |                                                                                             |                                                                                             |                                                                                             |                                                                                             |                                               |                                               |                                               |                                               |                                               |                                               |                                                                             |                                                                             |                                                                             |                                                                             |                                                                             |                                                                             |                                                     |                                                     |                                                     |                                                     |                                                     |                                                     |                                        |                                        |                                        |                                        |                                        |                                        |  |  |  |  |  |  |  |  |  |  |  |  |  |  |  |  |  |  |
|                            |                            |                            |                            |                            |                            | Elisabetta(2) *1409 †1442 ALBERTO (II Germania) d’Asburgo *1397 †1439                       | Elisabetta(2) *1409 †1442 ALBERTO (II Germania) d’Asburgo *1397 †1439                       | Elisabetta(2) *1409 †1442 ALBERTO (II Germania) d’Asburgo *1397 †1439                       | Elisabetta(2) *1409 †1442 ALBERTO (II Germania) d’Asburgo *1397 †1439                       | Elisabetta(2) *1409 †1442 ALBERTO (II Germania) d’Asburgo *1397 †1439                       | Elisabetta(2) *1409 †1442 ALBERTO (II Germania) d’Asburgo *1397 †1439                       | VLADISLAO I (III Polonia)(2) *1424 †1444      | VLADISLAO I (III Polonia)(2) *1424 †1444      | VLADISLAO I (III Polonia)(2) *1424 †1444      | VLADISLAO I (III Polonia)(2) *1424 †1444      | VLADISLAO I (III Polonia)(2) *1424 †1444      | VLADISLAO I (III Polonia)(2) *1424 †1444      |                                                                             |                                                                             |                                                                             |                                                                             |                                                                             |                                                                             |                                                     |                                                     |                                                     |                                                     |                                                     |                                                     |                                        |                                        |                                        |                                        |                                        |                                        |  |  |  |  |  |  |  |  |  |  |  |  |  |  |  |  |  |  |
|                            |                            |                            |                            |                            |                            | Elisabetta(2) *1409 †1442 ALBERTO (II Germania) d’Asburgo *1397 †1439                       | Elisabetta(2) *1409 †1442 ALBERTO (II Germania) d’Asburgo *1397 †1439                       | Elisabetta(2) *1409 †1442 ALBERTO (II Germania) d’Asburgo *1397 †1439                       | Elisabetta(2) *1409 †1442 ALBERTO (II Germania) d’Asburgo *1397 †1439                       | Elisabetta(2) *1409 †1442 ALBERTO (II Germania) d’Asburgo *1397 †1439                       | Elisabetta(2) *1409 †1442 ALBERTO (II Germania) d’Asburgo *1397 †1439                       | VLADISLAO I (III Polonia)(2) *1424 †1444      | VLADISLAO I (III Polonia)(2) *1424 †1444      | VLADISLAO I (III Polonia)(2) *1424 †1444      | VLADISLAO I (III Polonia)(2) *1424 †1444      | VLADISLAO I (III Polonia)(2) *1424 †1444      | VLADISLAO I (III Polonia)(2) *1424 †1444      |                                                                             |                                                                             |                                                                             |                                                                             |                                                                             |                                                                             |                                                     |                                                     |                                                     |                                                     |                                                     |                                                     |                                        |                                        |                                        |                                        |                                        |                                        |  |  |  |  |  |  |  |  |  |  |  |  |  |  |  |  |  |  |
|                            |                            |                            |                            |                            |                            |                                                                                             |                                                                                             |                                                                                             |                                                                                             |                                                                                             |                                                                                             |                                               |                                               |                                               |                                               |                                               |                                               |                                                                             |                                                                             |                                                                             |                                                                             |                                                                             |                                                                             |                                                     |                                                     |                                                     |                                                     |                                                     |                                                     |                                        |                                        |                                        |                                        |                                        |                                        |  |  |  |  |  |  |  |  |  |  |  |  |  |  |  |  |  |  |
|                            |                            |                            |                            |                            |                            | LADISLAO V *1440 †1457                                                                      | LADISLAO V *1440 †1457                                                                      | LADISLAO V *1440 †1457                                                                      | LADISLAO V *1440 †1457                                                                      | LADISLAO V *1440 †1457                                                                      | LADISLAO V *1440 †1457                                                                      | Elisabetta *1437 †1505                        | Elisabetta *1437 †1505                        | Elisabetta *1437 †1505                        | Elisabetta *1437 †1505                        | Elisabetta *1437 †1505                        | Elisabetta *1437 †1505                        | Casimiro IV(2) *1427 †1492                                                  | Casimiro IV(2) *1427 †1492                                                  | Casimiro IV(2) *1427 †1492                                                  | Casimiro IV(2) *1427 †1492                                                  | Casimiro IV(2) *1427 †1492                                                  | Casimiro IV(2) *1427 †1492                                                  |                                                     |                                                     |                                                     |                                                     |                                                     |                                                     | MATTIA I Corvino (Hunyadi) *1443 †1490 | MATTIA I Corvino (Hunyadi) *1443 †1490 | MATTIA I Corvino (Hunyadi) *1443 †1490 | MATTIA I Corvino (Hunyadi) *1443 †1490 | MATTIA I Corvino (Hunyadi) *1443 †1490 | MATTIA I Corvino (Hunyadi) *1443 †1490 |  |  |  |  |  |  |  |  |  |  |  |  |  |  |  |  |  |  |
|                            |                            |                            |                            |                            |                            | LADISLAO V *1440 †1457                                                                      | LADISLAO V *1440 †1457                                                                      | LADISLAO V *1440 †1457                                                                      | LADISLAO V *1440 †1457                                                                      | LADISLAO V *1440 †1457                                                                      | LADISLAO V *1440 †1457                                                                      | Elisabetta *1437 †1505                        | Elisabetta *1437 †1505                        | Elisabetta *1437 †1505                        | Elisabetta *1437 †1505                        | Elisabetta *1437 †1505                        | Elisabetta *1437 †1505                        | Casimiro IV(2) *1427 †1492                                                  | Casimiro IV(2) *1427 †1492                                                  | Casimiro IV(2) *1427 †1492                                                  | Casimiro IV(2) *1427 †1492                                                  | Casimiro IV(2) *1427 †1492                                                  | Casimiro IV(2) *1427 †1492                                                  |                                                     |                                                     |                                                     |                                                     |                                                     |                                                     | MATTIA I Corvino (Hunyadi) *1443 †1490 | MATTIA I Corvino (Hunyadi) *1443 †1490 | MATTIA I Corvino (Hunyadi) *1443 †1490 | MATTIA I Corvino (Hunyadi) *1443 †1490 | MATTIA I Corvino (Hunyadi) *1443 †1490 | MATTIA I Corvino (Hunyadi) *1443 †1490 |  |  |  |  |  |  |  |  |  |  |  |  |  |  |  |  |  |  |
|                            |                            |                            |                            |                            |                            |                                                                                             |                                                                                             |                                                                                             |                                                                                             |                                                                                             |                                                                                             |                                               |                                               |                                               |                                               |                                               |                                               |                                                                             |                                                                             |                                                                             |                                                                             |                                                                             |                                                                             |                                                     |                                                     |                                                     |                                                     |                                                     |                                                     |                                        |                                        |                                        |                                        |                                        |                                        |  |  |  |  |  |  |  |  |  |  |  |  |  |  |  |  |  |  |
|                            |                            |                            |                            |                            |                            |                                                                                             |                                                                                             |                                                                                             |                                                                                             |                                                                                             |                                                                                             |                                               |                                               |                                               |                                               |                                               |                                               | VLADISLAO II (II Boemia) *1456 †1516                                        | VLADISLAO II (II Boemia) *1456 †1516                                        | VLADISLAO II (II Boemia) *1456 †1516                                        | VLADISLAO II (II Boemia) *1456 †1516                                        | VLADISLAO II (II Boemia) *1456 †1516                                        | VLADISLAO II (II Boemia) *1456 †1516                                        | Sigismondo I *1467 †1548                            | Sigismondo I *1467 †1548                            | Sigismondo I *1467 †1548                            | Sigismondo I *1467 †1548                            | Sigismondo I *1467 †1548                            | Sigismondo I *1467 †1548                            |                                        |                                        |                                        |                                        |                                        |                                        |  |  |  |  |  |  |  |  |  |  |  |  |  |  |  |  |  |  |
|                            |                            |                            |                            |                            |                            |                                                                                             |                                                                                             |                                                                                             |                                                                                             |                                                                                             |                                                                                             |                                               |                                               |                                               |                                               |                                               |                                               | VLADISLAO II (II Boemia) *1456 †1516                                        | VLADISLAO II (II Boemia) *1456 †1516                                        | VLADISLAO II (II Boemia) *1456 †1516                                        | VLADISLAO II (II Boemia) *1456 †1516                                        | VLADISLAO II (II Boemia) *1456 †1516                                        | VLADISLAO II (II Boemia) *1456 †1516                                        | Sigismondo I *1467 †1548                            | Sigismondo I *1467 †1548                            | Sigismondo I *1467 †1548                            | Sigismondo I *1467 †1548                            | Sigismondo I *1467 †1548                            | Sigismondo I *1467 †1548                            |                                        |                                        |                                        |                                        |                                        |                                        |  |  |  |  |  |  |  |  |  |  |  |  |  |  |  |  |  |  |
|                            |                            |                            |                            |                            |                            |                                                                                             |                                                                                             |                                                                                             |                                                                                             |                                                                                             |                                                                                             |                                               |                                               |                                               |                                               |                                               |                                               |                                                                             |                                                                             |                                                                             |                                                                             |                                                                             |                                                                             |                                                     |                                                     |                                                     |                                                     |                                                     |                                                     |                                        |                                        |                                        |                                        |                                        |                                        |  |  |  |  |  |  |  |  |  |  |  |  |  |  |  |  |  |  |
|                            |                            |                            |                            |                            |                            |                                                                                             |                                                                                             |                                                                                             |                                                                                             |                                                                                             |                                                                                             | LUIGI II *1506 †1526                          | LUIGI II *1506 †1526                          | LUIGI II *1506 †1526                          | LUIGI II *1506 †1526                          | LUIGI II *1506 †1526                          | LUIGI II *1506 †1526                          | Anna *1503 †1547 FERDINANDO I d'Asburgo *1503 †1564                         | Anna *1503 †1547 FERDINANDO I d'Asburgo *1503 †1564                         | Anna *1503 †1547 FERDINANDO I d'Asburgo *1503 †1564                         | Anna *1503 †1547 FERDINANDO I d'Asburgo *1503 †1564                         | Anna *1503 †1547 FERDINANDO I d'Asburgo *1503 †1564                         | Anna *1503 †1547 FERDINANDO I d'Asburgo *1503 †1564                         | Isabella *1519 †1559 GIOVANNI I Zápolya *1503 †1564 | Isabella *1519 †1559 GIOVANNI I Zápolya *1503 †1564 | Isabella *1519 †1559 GIOVANNI I Zápolya *1503 †1564 | Isabella *1519 †1559 GIOVANNI I Zápolya *1503 †1564 | Isabella *1519 †1559 GIOVANNI I Zápolya *1503 †1564 | Isabella *1519 †1559 GIOVANNI I Zápolya *1503 †1564 |                                        |                                        |                                        |                                        |                                        |                                        |  |  |  |  |  |  |  |  |  |  |  |  |  |  |  |  |  |  |
|                            |                            |                            |                            |                            |                            |                                                                                             |                                                                                             |                                                                                             |                                                                                             |                                                                                             |                                                                                             | LUIGI II *1506 †1526                          | LUIGI II *1506 †1526                          | LUIGI II *1506 †1526                          | LUIGI II *1506 †1526                          | LUIGI II *1506 †1526                          | LUIGI II *1506 †1526                          | Anna *1503 †1547 FERDINANDO I d'Asburgo *1503 †1564                         | Anna *1503 †1547 FERDINANDO I d'Asburgo *1503 †1564                         | Anna *1503 †1547 FERDINANDO I d'Asburgo *1503 †1564                         | Anna *1503 †1547 FERDINANDO I d'Asburgo *1503 †1564                         | Anna *1503 †1547 FERDINANDO I d'Asburgo *1503 †1564                         | Anna *1503 †1547 FERDINANDO I d'Asburgo *1503 †1564                         | Isabella *1519 †1559 GIOVANNI I Zápolya *1503 †1564 | Isabella *1519 †1559 GIOVANNI I Zápolya *1503 †1564 | Isabella *1519 †1559 GIOVANNI I Zápolya *1503 †1564 | Isabella *1519 †1559 GIOVANNI I Zápolya *1503 †1564 | Isabella *1519 †1559 GIOVANNI I Zápolya *1503 †1564 | Isabella *1519 †1559 GIOVANNI I Zápolya *1503 †1564 |                                        |                                        |                                        |                                        |                                        |                                        |  |  |  |  |  |  |  |  |  |  |  |  |  |  |  |  |  |  |
|                            |                            |                            |                            |                            |                            |                                                                                             |                                                                                             |                                                                                             |                                                                                             |                                                                                             |                                                                                             |                                               |                                               |                                               |                                               |                                               |                                               |                                                                             |                                                                             |                                                                             |                                                                             |                                                                             |                                                                             |                                                     |                                                     |                                                     |                                                     |                                                     |                                                     |                                        |                                        |                                        |                                        |                                        |                                        |  |  |  |  |  |  |  |  |  |  |  |  |  |  |  |  |  |  |
|                            |                            |                            |                            |                            |                            |                                                                                             |                                                                                             |                                                                                             |                                                                                             |                                                                                             |                                                                                             | MASSIMILIANO (II Imp.) *1527 †1576            | MASSIMILIANO (II Imp.) *1527 †1576            | MASSIMILIANO (II Imp.) *1527 †1576            | MASSIMILIANO (II Imp.) *1527 †1576            | MASSIMILIANO (II Imp.) *1527 †1576            | MASSIMILIANO (II Imp.) *1527 †1576            | Carlo *1540 †1590                                                           | Carlo *1540 †1590                                                           | Carlo *1540 †1590                                                           | Carlo *1540 †1590                                                           | Carlo *1540 †1590                                                           | Carlo *1540 †1590                                                           | GIOVANNI II *1540 †1571                             | GIOVANNI II *1540 †1571                             | GIOVANNI II *1540 †1571                             | GIOVANNI II *1540 †1571                             | GIOVANNI II *1540 †1571                             | GIOVANNI II *1540 †1571                             |                                        |                                        |                                        |                                        |                                        |                                        |  |  |  |  |  |  |  |  |  |  |  |  |  |  |  |  |  |  |
|                            |                            |                            |                            |                            |                            |                                                                                             |                                                                                             |                                                                                             |                                                                                             |                                                                                             |                                                                                             | MASSIMILIANO (II Imp.) *1527 †1576            | MASSIMILIANO (II Imp.) *1527 †1576            | MASSIMILIANO (II Imp.) *1527 †1576            | MASSIMILIANO (II Imp.) *1527 †1576            | MASSIMILIANO (II Imp.) *1527 †1576            | MASSIMILIANO (II Imp.) *1527 †1576            | Carlo *1540 †1590                                                           | Carlo *1540 †1590                                                           | Carlo *1540 †1590                                                           | Carlo *1540 †1590                                                           | Carlo *1540 †1590                                                           | Carlo *1540 †1590                                                           | GIOVANNI II *1540 †1571                             | GIOVANNI II *1540 †1571                             | GIOVANNI II *1540 †1571                             | GIOVANNI II *1540 †1571                             | GIOVANNI II *1540 †1571                             | GIOVANNI II *1540 †1571                             |                                        |                                        |                                        |                                        |                                        |                                        |  |  |  |  |  |  |  |  |  |  |  |  |  |  |  |  |  |  |
|                            |                            |                            |                            |                            |                            |                                                                                             |                                                                                             |                                                                                             |                                                                                             |                                                                                             |                                                                                             |                                               |                                               |                                               |                                               |                                               |                                               |                                                                             |                                                                             |                                                                             |                                                                             |                                                                             |                                                                             |                                                     |                                                     |                                                     |                                                     |                                                     |                                                     |                                        |                                        |                                        |                                        |                                        |                                        |  |  |  |  |  |  |  |  |  |  |  |  |  |  |  |  |  |  |
|                            |                            |                            |                            |                            |                            | RODOLFO (II Imp.) *1552 †1612                                                               | RODOLFO (II Imp.) *1552 †1612                                                               | RODOLFO (II Imp.) *1552 †1612                                                               | RODOLFO (II Imp.) *1552 †1612                                                               | RODOLFO (II Imp.) *1552 †1612                                                               | RODOLFO (II Imp.) *1552 †1612                                                               | MATTIA II *1558 †1619                         | MATTIA II *1558 †1619                         | MATTIA II *1558 †1619                         | MATTIA II *1558 †1619                         | MATTIA II *1558 †1619                         | MATTIA II *1558 †1619                         | FERDINANDO II *1578 †1637                                                   | FERDINANDO II *1578 †1637                                                   | FERDINANDO II *1578 †1637                                                   | FERDINANDO II *1578 †1637                                                   | FERDINANDO II *1578 †1637                                                   | FERDINANDO II *1578 †1637                                                   |                                                     |                                                     |                                                     |                                                     |                                                     |                                                     |                                        |                                        |                                        |                                        |                                        |                                        |  |  |  |  |  |  |  |  |  |  |  |  |  |  |  |  |  |  |
|                            |                            |                            |                            |                            |                            | RODOLFO (II Imp.) *1552 †1612                                                               | RODOLFO (II Imp.) *1552 †1612                                                               | RODOLFO (II Imp.) *1552 †1612                                                               | RODOLFO (II Imp.) *1552 †1612                                                               | RODOLFO (II Imp.) *1552 †1612                                                               | RODOLFO (II Imp.) *1552 †1612                                                               | MATTIA II *1558 †1619                         | MATTIA II *1558 †1619                         | MATTIA II *1558 †1619                         | MATTIA II *1558 †1619                         | MATTIA II *1558 †1619                         | MATTIA II *1558 †1619                         | FERDINANDO II *1578 †1637                                                   | FERDINANDO II *1578 †1637                                                   | FERDINANDO II *1578 †1637                                                   | FERDINANDO II *1578 †1637                                                   | FERDINANDO II *1578 †1637                                                   | FERDINANDO II *1578 †1637                                                   |                                                     |                                                     |                                                     |                                                     |                                                     |                                                     |                                        |                                        |                                        |                                        |                                        |                                        |  |  |  |  |  |  |  |  |  |  |  |  |  |  |  |  |  |  |
|                            |                            |                            |                            |                            |                            |                                                                                             |                                                                                             |                                                                                             |                                                                                             |                                                                                             |                                                                                             |                                               |                                               |                                               |                                               |                                               |                                               | FERDINANDO III *1608 †1657                                                  |                                                                             |                                                                             |                                                                             |                                                                             |                                                                             |                                                     |                                                     |                                                     |                                                     |                                                     |                                                     |                                        |                                        |                                        |                                        |                                        |                                        |  |  |  |  |  |  |  |  |  |  |  |  |  |  |  |  |  |  |
|                            |                            |                            |                            |                            |                            |                                                                                             |                                                                                             |                                                                                             |                                                                                             |                                                                                             |                                                                                             |                                               |                                               |                                               |                                               |                                               |                                               |                                                                             |                                                                             |                                                                             |                                                                             |                                                                             |                                                                             |                                                     |                                                     |                                                     |                                                     |                                                     |                                                     |                                        |                                        |                                        |                                        |                                        |                                        |  |  |  |  |  |  |  |  |  |  |  |  |  |  |  |  |  |  |
|                            |                            |                            |                            |                            |                            |                                                                                             |                                                                                             |                                                                                             |                                                                                             |                                                                                             |                                                                                             |                                               |                                               |                                               |                                               |                                               |                                               |                                                                             |                                                                             |                                                                             |                                                                             |                                                                             |                                                                             |                                                     |                                                     |                                                     |                                                     |                                                     |                                                     |                                        |                                        |                                        |                                        |                                        |                                        |  |  |  |  |  |  |  |  |  |  |  |  |  |  |  |  |  |  |
|                            |                            |                            |                            |                            |                            |                                                                                             |                                                                                             |                                                                                             |                                                                                             |                                                                                             |                                                                                             | FERDINANDO IV *1633 †1654                     | FERDINANDO IV *1633 †1654                     | FERDINANDO IV *1633 †1654                     | FERDINANDO IV *1633 †1654                     | FERDINANDO IV *1633 †1654                     | FERDINANDO IV *1633 †1654                     | LEOPOLDO I *1640 †1707                                                      | LEOPOLDO I *1640 †1707                                                      | LEOPOLDO I *1640 †1707                                                      | LEOPOLDO I *1640 †1707                                                      | LEOPOLDO I *1640 †1707                                                      | LEOPOLDO I *1640 †1707                                                      |                                                     |                                                     |                                                     |                                                     |                                                     |                                                     |                                        |                                        |                                        |                                        |                                        |                                        |  |  |  |  |  |  |  |  |  |  |  |  |  |  |  |  |  |  |
|                            |                            |                            |                            |                            |                            |                                                                                             |                                                                                             |                                                                                             |                                                                                             |                                                                                             |                                                                                             | FERDINANDO IV *1633 †1654                     | FERDINANDO IV *1633 †1654                     | FERDINANDO IV *1633 †1654                     | FERDINANDO IV *1633 †1654                     | FERDINANDO IV *1633 †1654                     | FERDINANDO IV *1633 †1654                     | LEOPOLDO I *1640 †1707                                                      | LEOPOLDO I *1640 †1707                                                      | LEOPOLDO I *1640 †1707                                                      | LEOPOLDO I *1640 †1707                                                      | LEOPOLDO I *1640 †1707                                                      | LEOPOLDO I *1640 †1707                                                      |                                                     |                                                     |                                                     |                                                     |                                                     |                                                     |                                        |                                        |                                        |                                        |                                        |                                        |  |  |  |  |  |  |  |  |  |  |  |  |  |  |  |  |  |  |
|                            |                            |                            |                            |                            |                            |                                                                                             |                                                                                             |                                                                                             |                                                                                             |                                                                                             |                                                                                             |                                               |                                               |                                               |                                               |                                               |                                               |                                                                             |                                                                             |                                                                             |                                                                             |                                                                             |                                                                             |                                                     |                                                     |                                                     |                                                     |                                                     |                                                     |                                        |                                        |                                        |                                        |                                        |                                        |  |  |  |  |  |  |  |  |  |  |  |  |  |  |  |  |  |  |
|                            |                            |                            |                            |                            |                            |                                                                                             |                                                                                             |                                                                                             |                                                                                             |                                                                                             |                                                                                             | GIUSEPPE I *1678 †1711                        | GIUSEPPE I *1678 †1711                        | GIUSEPPE I *1678 †1711                        | GIUSEPPE I *1678 †1711                        | GIUSEPPE I *1678 †1711                        | GIUSEPPE I *1678 †1711                        | CARLO III (VI Imp.) *1685 †1740                                             | CARLO III (VI Imp.) *1685 †1740                                             | CARLO III (VI Imp.) *1685 †1740                                             | CARLO III (VI Imp.) *1685 †1740                                             | CARLO III (VI Imp.) *1685 †1740                                             | CARLO III (VI Imp.) *1685 †1740                                             |                                                     |                                                     |                                                     |                                                     |                                                     |                                                     |                                        |                                        |                                        |                                        |                                        |                                        |  |  |  |  |  |  |  |  |  |  |  |  |  |  |  |  |  |  |
|                            |                            |                            |                            |                            |                            |                                                                                             |                                                                                             |                                                                                             |                                                                                             |                                                                                             |                                                                                             | GIUSEPPE I *1678 †1711                        | GIUSEPPE I *1678 †1711                        | GIUSEPPE I *1678 †1711                        | GIUSEPPE I *1678 †1711                        | GIUSEPPE I *1678 †1711                        | GIUSEPPE I *1678 †1711                        | CARLO III (VI Imp.) *1685 †1740                                             | CARLO III (VI Imp.) *1685 †1740                                             | CARLO III (VI Imp.) *1685 †1740                                             | CARLO III (VI Imp.) *1685 †1740                                             | CARLO III (VI Imp.) *1685 †1740                                             | CARLO III (VI Imp.) *1685 †1740                                             |                                                     |                                                     |                                                     |                                                     |                                                     |                                                     |                                        |                                        |                                        |                                        |                                        |                                        |  |  |  |  |  |  |  |  |  |  |  |  |  |  |  |  |  |  |
|                            |                            |                            |                            |                            |                            |                                                                                             |                                                                                             |                                                                                             |                                                                                             |                                                                                             |                                                                                             |                                               |                                               |                                               |                                               |                                               |                                               | MARIA TERESA *1717 †1780 Francesco I di Lorena                              |                                                                             |                                                                             |                                                                             |                                                                             |                                                                             |                                                     |                                                     |                                                     |                                                     |                                                     |                                                     |                                        |                                        |                                        |                                        |                                        |                                        |  |  |  |  |  |  |  |  |  |  |  |  |  |  |  |  |  |  |
|                            |                            |                            |                            |                            |                            |                                                                                             |                                                                                             |                                                                                             |                                                                                             |                                                                                             |                                                                                             |                                               |                                               |                                               |                                               |                                               |                                               |                                                                             |                                                                             |                                                                             |                                                                             |                                                                             |                                                                             |                                                     |                                                     |                                                     |                                                     |                                                     |                                                     |                                        |                                        |                                        |                                        |                                        |                                        |  |  |  |  |  |  |  |  |  |  |  |  |  |  |  |  |  |  |
|                            |                            |                            |                            |                            |                            |                                                                                             |                                                                                             |                                                                                             |                                                                                             |                                                                                             |                                                                                             |                                               |                                               |                                               |                                               |                                               |                                               |                                                                             |                                                                             |                                                                             |                                                                             |                                                                             |                                                                             |                                                     |                                                     |                                                     |                                                     |                                                     |                                                     |                                        |                                        |                                        |                                        |                                        |                                        |  |  |  |  |  |  |  |  |  |  |  |  |  |  |  |  |  |  |
|                            |                            |                            |                            |                            |                            |                                                                                             |                                                                                             |                                                                                             |                                                                                             |                                                                                             |                                                                                             | GIUSEPPE II *1741 †1790                       | GIUSEPPE II *1741 †1790                       | GIUSEPPE II *1741 †1790                       | GIUSEPPE II *1741 †1790                       | GIUSEPPE II *1741 †1790                       | GIUSEPPE II *1741 †1790                       | LEOPOLDO II *1747 †1792                                                     | LEOPOLDO II *1747 †1792                                                     | LEOPOLDO II *1747 †1792                                                     | LEOPOLDO II *1747 †1792                                                     | LEOPOLDO II *1747 †1792                                                     | LEOPOLDO II *1747 †1792                                                     |                                                     |                                                     |                                                     |                                                     |                                                     |                                                     |                                        |                                        |                                        |                                        |                                        |                                        |  |  |  |  |  |  |  |  |  |  |  |  |  |  |  |  |  |  |
|                            |                            |                            |                            |                            |                            |                                                                                             |                                                                                             |                                                                                             |                                                                                             |                                                                                             |                                                                                             | GIUSEPPE II *1741 †1790                       | GIUSEPPE II *1741 †1790                       | GIUSEPPE II *1741 †1790                       | GIUSEPPE II *1741 †1790                       | GIUSEPPE II *1741 †1790                       | GIUSEPPE II *1741 †1790                       | LEOPOLDO II *1747 †1792                                                     | LEOPOLDO II *1747 †1792                                                     | LEOPOLDO II *1747 †1792                                                     | LEOPOLDO II *1747 †1792                                                     | LEOPOLDO II *1747 †1792                                                     | LEOPOLDO II *1747 †1792                                                     |                                                     |                                                     |                                                     |                                                     |                                                     |                                                     |                                        |                                        |                                        |                                        |                                        |                                        |  |  |  |  |  |  |  |  |  |  |  |  |  |  |  |  |  |  |
|                            |                            |                            |                            |                            |                            |                                                                                             |                                                                                             |                                                                                             |                                                                                             |                                                                                             |                                                                                             |                                               |                                               |                                               |                                               |                                               |                                               | FRANCESCO (II Imp.) *1768 †1835                                             |                                                                             |                                                                             |                                                                             |                                                                             |                                                                             |                                                     |                                                     |                                                     |                                                     |                                                     |                                                     |                                        |                                        |                                        |                                        |                                        |                                        |  |  |  |  |  |  |  |  |  |  |  |  |  |  |  |  |  |  |
|                            |                            |                            |                            |                            |                            |                                                                                             |                                                                                             |                                                                                             |                                                                                             |                                                                                             |                                                                                             |                                               |                                               |                                               |                                               |                                               |                                               |                                                                             |                                                                             |                                                                             |                                                                             |                                                                             |                                                                             |                                                     |                                                     |                                                     |                                                     |                                                     |                                                     |                                        |                                        |                                        |                                        |                                        |                                        |  |  |  |  |  |  |  |  |  |  |  |  |  |  |  |  |  |  |
|                            |                            |                            |                            |                            |                            |                                                                                             |                                                                                             |                                                                                             |                                                                                             |                                                                                             |                                                                                             |                                               |                                               |                                               |                                               |                                               |                                               |                                                                             |                                                                             |                                                                             |                                                                             |                                                                             |                                                                             |                                                     |                                                     |                                                     |                                                     |                                                     |                                                     |                                        |                                        |                                        |                                        |                                        |                                        |  |  |  |  |  |  |  |  |  |  |  |  |  |  |  |  |  |  |
|                            |                            |                            |                            |                            |                            |                                                                                             |                                                                                             |                                                                                             |                                                                                             |                                                                                             |                                                                                             | FERDINANDO V (I Austria) *1793 †1876          | FERDINANDO V (I Austria) *1793 †1876          | FERDINANDO V (I Austria) *1793 †1876          | FERDINANDO V (I Austria) *1793 †1876          | FERDINANDO V (I Austria) *1793 †1876          | FERDINANDO V (I Austria) *1793 †1876          | FRANCESCO II *1802 †1878                                                    | FRANCESCO II *1802 †1878                                                    | FRANCESCO II *1802 †1878                                                    | FRANCESCO II *1802 †1878                                                    | FRANCESCO II *1802 †1878                                                    | FRANCESCO II *1802 †1878                                                    |                                                     |                                                     |                                                     |                                                     |                                                     |                                                     |                                        |                                        |                                        |                                        |                                        |                                        |  |  |  |  |  |  |  |  |  |  |  |  |  |  |  |  |  |  |
|                            |                            |                            |                            |                            |                            |                                                                                             |                                                                                             |                                                                                             |                                                                                             |                                                                                             |                                                                                             | FERDINANDO V (I Austria) *1793 †1876          | FERDINANDO V (I Austria) *1793 †1876          | FERDINANDO V (I Austria) *1793 †1876          | FERDINANDO V (I Austria) *1793 †1876          | FERDINANDO V (I Austria) *1793 †1876          | FERDINANDO V (I Austria) *1793 †1876          | FRANCESCO II *1802 †1878                                                    | FRANCESCO II *1802 †1878                                                    | FRANCESCO II *1802 †1878                                                    | FRANCESCO II *1802 †1878                                                    | FRANCESCO II *1802 †1878                                                    | FRANCESCO II *1802 †1878                                                    |                                                     |                                                     |                                                     |                                                     |                                                     |                                                     |                                        |                                        |                                        |                                        |                                        |                                        |  |  |  |  |  |  |  |  |  |  |  |  |  |  |  |  |  |  |
|                            |                            |                            |                            |                            |                            |                                                                                             |                                                                                             |                                                                                             |                                                                                             |                                                                                             |                                                                                             |                                               |                                               |                                               |                                               |                                               |                                               |                                                                             |                                                                             |                                                                             |                                                                             |                                                                             |                                                                             |                                                     |                                                     |                                                     |                                                     |                                                     |                                                     |                                        |                                        |                                        |                                        |                                        |                                        |  |  |  |  |  |  |  |  |  |  |  |  |  |  |  |  |  |  |
|                            |                            |                            |                            |                            |                            |                                                                                             |                                                                                             |                                                                                             |                                                                                             |                                                                                             |                                                                                             | FRANCESCO GIUSEPPE *1830 †1916                | FRANCESCO GIUSEPPE *1830 †1916                | FRANCESCO GIUSEPPE *1830 †1916                | FRANCESCO GIUSEPPE *1830 †1916                | FRANCESCO GIUSEPPE *1830 †1916                | FRANCESCO GIUSEPPE *1830 †1916                | Carlo Ludovico *1833 †1896                                                  | Carlo Ludovico *1833 †1896                                                  | Carlo Ludovico *1833 †1896                                                  | Carlo Ludovico *1833 †1896                                                  | Carlo Ludovico *1833 †1896                                                  | Carlo Ludovico *1833 †1896                                                  |                                                     |                                                     |                                                     |                                                     |                                                     |                                                     |                                        |                                        |                                        |                                        |                                        |                                        |  |  |  |  |  |  |  |  |  |  |  |  |  |  |  |  |  |  |
|                            |                            |                            |                            |                            |                            |                                                                                             |                                                                                             |                                                                                             |                                                                                             |                                                                                             |                                                                                             | FRANCESCO GIUSEPPE *1830 †1916                | FRANCESCO GIUSEPPE *1830 †1916                | FRANCESCO GIUSEPPE *1830 †1916                | FRANCESCO GIUSEPPE *1830 †1916                | FRANCESCO GIUSEPPE *1830 †1916                | FRANCESCO GIUSEPPE *1830 †1916                | Carlo Ludovico *1833 †1896                                                  | Carlo Ludovico *1833 †1896                                                  | Carlo Ludovico *1833 †1896                                                  | Carlo Ludovico *1833 †1896                                                  | Carlo Ludovico *1833 †1896                                                  | Carlo Ludovico *1833 †1896                                                  |                                                     |                                                     |                                                     |                                                     |                                                     |                                                     |                                        |                                        |                                        |                                        |                                        |                                        |  |  |  |  |  |  |  |  |  |  |  |  |  |  |  |  |  |  |
|                            |                            |                            |                            |                            |                            |                                                                                             |                                                                                             |                                                                                             |                                                                                             |                                                                                             |                                                                                             |                                               |                                               |                                               |                                               |                                               |                                               | Ottone *1865 †1906                                                          |                                                                             |                                                                             |                                                                             |                                                                             |                                                                             |                                                     |                                                     |                                                     |                                                     |                                                     |                                                     |                                        |                                        |                                        |                                        |                                        |                                        |  |  |  |  |  |  |  |  |  |  |  |  |  |  |  |  |  |  |
|                            |                            |                            |                            |                            |                            |                                                                                             |                                                                                             |                                                                                             |                                                                                             |                                                                                             |                                                                                             |                                               |                                               |                                               |                                               |                                               |                                               |                                                                             |                                                                             |                                                                             |                                                                             |                                                                             |                                                                             |                                                     |                                                     |                                                     |                                                     |                                                     |                                                     |                                        |                                        |                                        |                                        |                                        |                                        |  |  |  |  |  |  |  |  |  |  |  |  |  |  |  |  |  |  |
|                            |                            |                            |                            |                            |                            |                                                                                             |                                                                                             |                                                                                             |                                                                                             |                                                                                             |                                                                                             |                                               |                                               |                                               |                                               |                                               |                                               | CARLO IV (I Austria) *1887 †1922                                            |                                                                             |                                                                             |                                                                             |                                                                             |                                                                             |                                                     |                                                     |                                                     |                                                     |                                                     |                                                     |                                        |                                        |                                        |                                        |                                        |                                        |  |  |  |  |  |  |  |  |  |  |  |  |  |  |  |  |  |  |